# Fő tér (Kolozsvár)

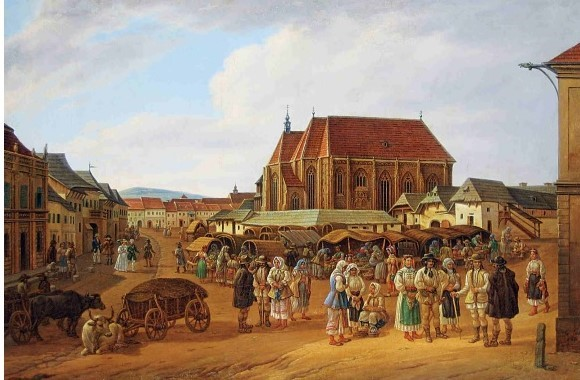
Kolozsvár főtere a 19. század elején

A Fő tér (románul: Piața Unirii, azaz Egyesülés tér) századok óta Kolozsvár jelképe és központja, a város főtere. Házsoraiban laktak a város legtekintélyesebb polgárai, itt épültek fel a legfontosabb világi és egyházi intézmények székházai.
Az eredetileg a Nagypiacnak nevezett tér az Óvár kapuja előtt alakult ki, miután 1405-ben Zsigmond király jóváhagyta az új városfalak építését. Az épületek kényszerből, a nagy tűzvészek miatt cserélődtek ki — 1655-ben a város háromnegyede, 1697-ben majd' kétharmada pusztult el, csak az alapok, a pincék, a vastagabb falak és részben a földszinti boltozatok maradtak meg. A városkép változásához hozzájárultak a Rákóczi-szabadságharc harcai és fosztogatásai. Az ezután felhúzott épületeken minden fontosabb építészeti stílus jegyeit felfedezhetjük. A tér legjelentősebb és egyben egyik legrégibb építménye a Szent Mihály-templom, amelynek építésére azután kapták meg az engedélyt, hogy Károly Róbert 1316-ban városi rangot adományozott Kolozsvárnak.
A dísztér összhangját a város legnagyobb szülöttjének, Mátyás királynak az 1902-ben felavatott szobra teszi teljessé. A teret utoljára 2010-ben újították fel, ekkor lényegi változásként teljesen lekövezték, valamint a szoborral szembeni oldalon egy szökőkútsort és új térvilágítást alakítottak ki. A felújított Mátyás-szobrot hivatalosan 2011. április 2-án adták át.

## Elnevezése
A Fő tér elnevezése évszázadokon át Piac volt, akárcsak a legtöbb középkori város központi terének, itt összpontosult ugyanis a legtöbb bolt és itt állították fel sátraikat a vásárosok is. Egy 1716-ból fennmaradt okirat szerint a neve Nagypiac volt, szemben az óvári Kispiaccal (Karolina tér, ma Múzeum tér, románul Piața Muzeului). Ez a megnevezés egészen 1869-ig fennmaradt, ekkortól szerepel Fő térként. Ez a névváltoztatás azt jelzi, hogy egyre inkább dísztéri funkciót töltött be a város életében. A 20. század elején a nagy király szobrának felállításával egy időben Mátyás király térre keresztelték‚ s ezt a nevet viselte az első világháború végéig, majd négy esztendőn át a bécsi döntés után is, közben húsz évig Piața Unirii (az Egyesülés tere)‚ aztán a „felszabadulás” után Piața Libertății (Szabadság tér) nevet viselte. Az 1989-es forradalmat követően ismét felvette a Piața Unirii (az Egyesülés tere) nevet, de a kolozsvári magyarság továbbra is Fő térként emlegeti.

## Fekvése

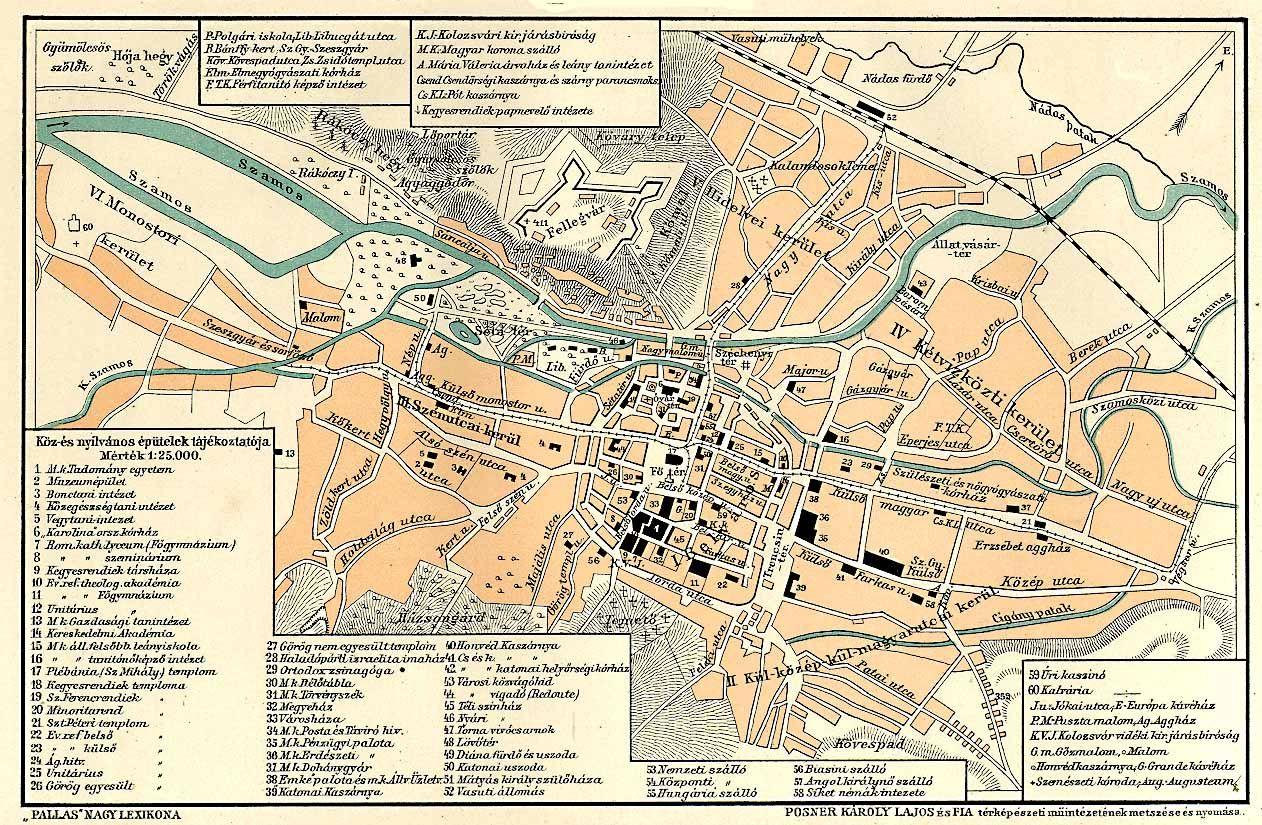
Kolozsvár térképe 1897-ből

A Fő tér – mint azt neve is mutatja – Kolozsvár központi tere. Létrejötte óta a város közlekedési és kereskedelmi központja. Fontos kereskedelmi útvonalak mentén alakult ki. Északi sora nyugat felé az Unió utcában (ma Memorandumului), majd azután a Monostori útban folytatódik. Keleti irányba a Magyar utca indul ki belőle. Az Unió utca sarkán torkollik a térbe a Mátyás királyról elnevezett kis utca, amelyik az Óvárba tart. A Magyar utcai sarkon, az egykori Óvár falaival párhuzamosan, északi irányban a Szamos felé az egykori Híd utca tart (majd Wesselényi Miklós, később Gheorghe Doja, ma Regele Ferdinand). A tér déli házsora nyugaton a Jókai (ma Napoca) utcában folytatódik, keleten pedig az egykori Közép utcában (később Deák Ferenc, majd Petru Groza, ma Eroilor). A Jókai utca sarkán déli irányból a Bel-Torda, vagy Egyetem utca torkollik a térbe. A tér keleti oldalán, a Státusházak között nyílik az egykori Fazekas, majd Szentegyház utca (majd 6 Martie, ma Iuliu Maniu), amely az egymással érintkező Közép és Magyar utcai telkek között jött létre. A nyugati oldalán a térnek egy kapualjban egy kis sikátor nyílik, az egykori Kismester utca (ma Ioan Bob).

## A tér változásai az évszázadok során

### A rómaiaktól az Árpád-korig
A Szent Mihály-templom közelében (északi oldalán) 1927-ben földmunkát végeztek. A kitermelt földből régészeti leletek bukkantak elő, amelyeket Herepei János összegyűjtött és feljegyzéseket készített róluk. A leletek nagy része római kori volt, akadtak azonban közöttük középkori tárgyak, sírmellékletek is. 1943-ban az Erdélyi Tudományos Intézet munkatársai tervbe vették a Fő téren egy hitelesítő ásatás elvégzését. A munka célja a több évezredes település rétegeinek megfigyelése volt, a középkori város kibontakozásának pontosabb megismerése. Az ásatás kezdeményezője László Gyula, gyakorlati megvalósítója Méri István volt.
A tér burkolatának felbontása után szisztematikusan, rétegenként haladva rengeteg római kóri, kevesebb őskori, néhány közép- és újkori edény és eszköz maradványa került elő, illetve rengeteg állati eredetű csont. Mindezek mellett középkori leleteket is feltártak, így például egy Zsigmond király korából származó pénzérméket. Közvetlenül a burkolat alatt Mériék csapata feltárta a város középkori kövezetét is a rajta lerakódott vastag szemétréteggel. A középkori térburkolat alatti rétegben egy középkori temetőt találtak. Valamennyi sírt a római kori épületomladékokból származó kövekkel rakták körül s burkolták be. Összesen tizennégy sírt tártak fel, ezek közül három a korai Árpád-korból származott. Ezt a megtalált jellegzetes ékszerek alapján sikerült beazonosítani. A temető alatt az egykori római város, Napoca maradványai bukkantak elő. Az Árpád-kori és a római kori rétegek közötti köztes részen csak néhány tűzhelynyom került elő. A feltárt római épületrészek valószínűleg egy magánvillához tartoztak, amelynek padlóját mozaiktéglákkal rakták ki. A nagy tömegű és változatos edény- és tetőfedőcserép-töredék mellett fémtárgyak, üvegedények darabjai s néhány bronz- és ezüstpénz gazdagította a leletanyagot. A római réteg alatt már az Ős-Szamos hordalékait tárták fel. Edénycserepek, pattintott kőeszközök, tüzelőhely-maradványok tanúskodtak e rétegben az újabb kőkori ember jelenlétéről. E bolygatatlan rétegsorban nem találták nyomát a bronzkori és vaskori kultúráknak.
Mindezekből az következik, hogy az első emberi település a fiatalabb kőkorból származik, s a római korig nem igazán számított lakott területnek. Ekkor virágzó város volt Napoca néven. A régészeti kutatások szerint valószínűleg a mai Fő tér területén lehetett a római város fóruma. A rómaiak és a kora Árpád-ház idejéből származó rétegek közötti hiány, a hiányzó kultúrák mellékanyaga, azt bizonyítja, hogy a római uralom bukása után egészen a magyarság megjelenéséig nem volt itt jelentősebb élet. Az a néhány tüzelésnyom, amely a két réteg között megfigyelhető volt, ideiglenes meghúzódásra vall Napoca romjai között, s valószínűleg valamelyik itt áthaladó népvándorlás kori törzs hozadéka. Az Árpád-kori temető szintjétől fölfelé a rétegek közvetlenül mutatják az élet folytonosságát.
Méri István kutatásai után a teret visszaburkolták, s csak 1994-ben kezdtek hozzá ismét ásatásokhoz, óriási vitát váltva ki az akkori városvezetés és a magyar lakosság között. A Gheorghe Funar megbízásából elindított ásatások célja elsősorban a román kontinuitás bizonyítása volt Napoca létezése óta, illetve a polgármester szabadtéri múzeumot szándékozott nyitni a feltárt épület maradványaiból. A feltárásban egy római lakóház falait találták meg, annak kövekkel burkolt udvarát, illetve egy kutat. A történészek szerint a 2. században épülhetett. Az ásatásokat hosszabb-rövidebb megszakításokkal 2008-ig végezték, ekkor döntöttek a gödrök felszámolásáról. A római kori leletek felé üvegtetőt húztak.

### A tér kialakulása
Napoca római város 124-ben emelkedett városi rangra. A régészeti kutatások szerint az egykori központja a mai Fő tértől északra tehető, valószínűleg a Szamoson való átkelési lehetőség közelébe. A 10. században épült fel az első palánkvár, amelynek helyén a 13. században kiépült a négy sarokbástyával védett Óvár. Az Óvár falain kívül, délkeleti irányban elterülő mai Fő tér területe valószínűleg piactér volt, hiszen a falakon belül nem igazán volt vásártartásra alkalmas tér.
Az egykori Piac, vagy Nagypiac, ahogyan a teret nevezték fontos kereskedelmi útvonalak mentén alakult ki, hiszen itt találkoztak a nyugati, északi és keleti égtájak felől az Erdélyi-medencébe belépő utak az onnan kivezetővel. A nyugatról érkező, Sebesvár és Gyalu alatt elhaladó, a Kapus-patakot követő út a Kis-Szamos jobb partján érkezett a városba. A szilágysági Meszes felől érkező út a Nádas-mentén érkezett Hídelvére, majd a Szamoson átvezető hídon a térre. A Kajántó felől érkező út szintén Hídelvén keresztül közelítette meg a várost. Nyugat felől Apahidán és Szentpéteren keresztül vezetett az út a Nagypiacra, déli irányban pedig járható út volt Ajtony és Györgyfalva valamint Erdőfelek felől. A Nagypiacot tulajdonképpen az Óvár egyetlen kapujából délnek induló út, valamint a keleti falakon kívüli Híd utca fogta közre. A tér északi sorát, amelyet kezdetben az Óvár falainak épített árusbódék alkottak, Piac utcaként is ismerték, míg a tér keleti sorát az itt árult portékák alapján ószernek.
1316-ban Kolozsvárt Károly Róbert városi rangra emelte. A szabad bíró- és papválasztási jog, de elsősorban az országos vámmentesség fejlődési korszakot nyitott Kolozsvár életében. Ekkor kezdték meg az új templom építését is a szűknek bizonyuló, mindössze hét hektáros Óvár falain kívül. Az 1349-ben nyert pápai búcsúengedély döntő lendületet adott a templomépítkezésnek, mert a búcsú jelentős ajándékozással járt.
1405-ben Zsigmond király jóváhagyta az új városfalak építését. Az új város negyvenöt hektárt ölelt fel és három kilométer hosszú fal védte, s ekkor vázolták fel a ma is létező utcaszerkezetet, közepén a Fő térrel. Ugyancsak 1405-ben nyerte el Kolozsvár a szabad királyi város rangot. 1444-ben befejezték a Szent Mihály-templom építését, ahol 1466-ban tartották az első országgyűlést, most már erős várfalak között. Ebben az időben a Fő tér vásártér is volt, a vásárrendezési jogot Kolozsvár 1506-ban nyerte.

### A reneszánsz tér

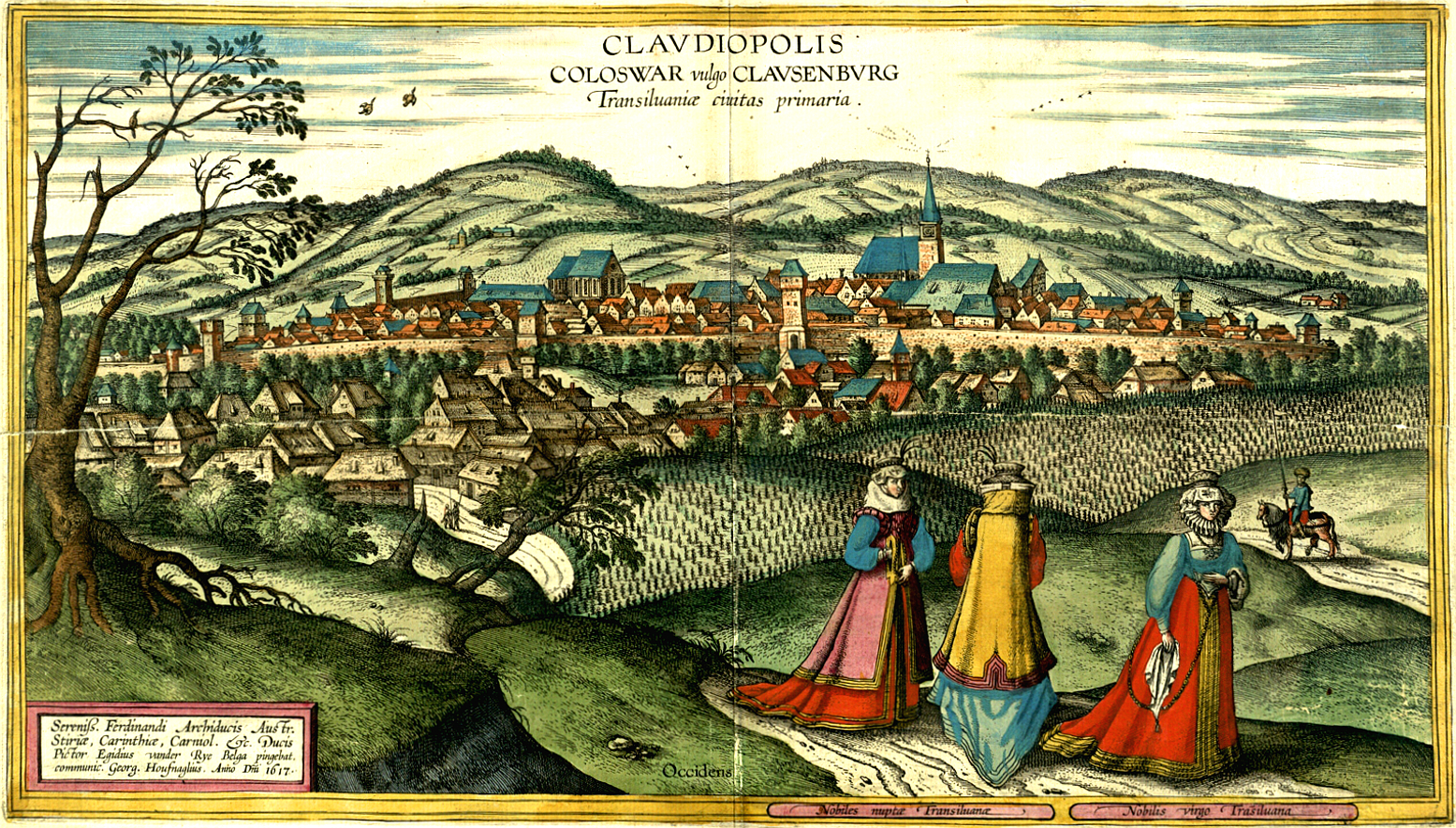
Georg Houfnagel metszete 1617-ből.

Kolozsvár első ismert képi ábrázolása 1617-ből származik, Egidius van der Rhye flamand festő műve. Ez alapján készítette el Georg Houfnagel híres metszetét, amelyen a Fő tér épületei közül mindössze a Szent Mihály-templom tömbje emelkedik ki. Ez alapján valószínűsíthető, hogy a tér legrégebbi épülete maga a templom. Valószínűleg a templom megépítésével a tehetősebb patríciusok az Óvárból a térre és a környékbeli utcákra költöztek, ekkor alakulhatott ki a mai is létező utcahálózat. A templom szomszédságában egy kis kápolna, az úgynevezett Szent Jakab-kápolna állt, amely az 1697-es tűzvészben megrongálódott, így amikor a templomot a katolikusok szerezték meg, lebontatták. Egyes adatok szerint 1733–1734 körül bontották le. Részben ennek helyére épült a katolikus iskola.
A Szent Mihály-templom körül volt a cinterem, a templomkert, amelyet a lakosság az 1580-as évekig használt. A század elejétől a belső és külső várfal közti „kőkerteket” is használták ilyen célra‚ míg 1585-ben a pestisjárvány idején megnyitották a Házsongárdi temetőt. A cintermet kőfal vette körül, amely az 1500-as évek második felében épült valószínűleg azért, hogy megvédje a templom és a temető nyugalmát a vásárosokkal szemben. Ehhez a kőfalhoz támaszkodtak kívülről a vásárosok bódéi. Ezek építését az 1560-as években engedélyezték, valószínűleg az egyházi jövedelmek növelése céljából. E kis építmények hosszú ideig meghatározták a tér arculatát.
A második legrégebbi épület a Fő téren a templom nyugati főkapujával átellenben álló plébániaház, amely a rajta olvasható felirat szerint 1450-ben épült fel Schleunig Gergely plébános megbízásából. A Fő tér keleti oldalán, a Közép-utcai sarokház utáni épület az 1530-as években épült Adrianus Wolphard plébános számára. Az olasz stílusú épület a Fő tér egyik legdíszesebb háza. A ház utóbb Kakas Istvánnak‚ Báthory Zsigmond diplomatájának kezébe került‚ aki Diószegi István kőfaragóval zodiákus szobát alakíttatott ki benne. 1537-ben említik először a régi kolozsvári tanácsházat, amely valószínűség a mai városháza helyén állt. Pontos kinézetéről nem maradt fenn adat, csak az 1650-es átépítése utáni állapotokról. Az 1600-as évek végére nagyjából egyemeletes kőházak szegélyezték a teret.
Lényeges pillanat a város életében, hogy 1664-ben elvesztette szabad királyi város címét, ami vármegyei főispáni alárendeltséget jelentett, ennek következtében megindulhatott a nemesség beköltözése és fokozatos megtelepedése a céhtag mesterek, kalmárok (a szokásos városi polgárok) mellett, s így fokozatosan elindulhattak a palotaépítkezések is.

### A barokk tér

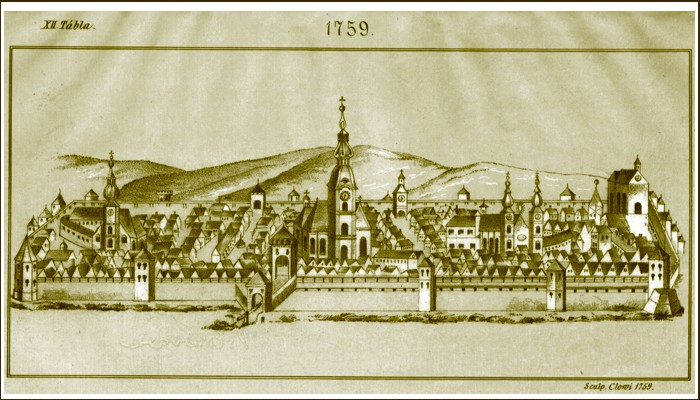
Szakál János metszete 1789-ből.

Az épületek kényszerből történő kicserélődését az 1655-ös és 1697-es tűzvészek okozták (az alapok, pincék, vastagabb falak és részben a földszinti boltozatok megmaradtak), amelyek háromnegyedrészt, majd kétharmadrészt elpusztították a várost. A városkép megváltozásához hozzájárult, hogy a Rákóczi-szabadságharc idején Rabutin elfoglalta Kolozsvárt és védőbástyáit lerombolta, de nagyobb építészeti kárt is szenvedett, mert 1713–14-ben 624 ép ház mellett 92 volt romos. Az 1738–39-es pestisjárvány olyan újabb megpróbáltatása volt a városnak, ami késleltette a Fő tér megújulását.
A barokk Kolozsvárról Johann Conrad von Weiss (1736) és Szakál János (1789) készített metszeteket. Ezek már az 1697-es tűzvész utáni állapotokat mutatják be. A tér meghatározó épülete továbbra is a Szent Mihály-templom volt, amelynek újjáépített tornya barokkos, hagymakupolás volt. Igazi barokk palota azonban csak egy épült‚ 1773–1785 között‚ Bánffy György gróf‚ későbbi kormányzó részére. A Bánffy családnak már a 16. század végétől volt egy emeletes háza a téren, a palota északi szárnya helyén. Ehhez sikerült hozzávásárolni néhány telket. A nagy négyszögletű épület mögött 1902-ig istállók voltak‚ akkor egy hatalmas bérházat építettek a mai Bolyai utca felé. Más barokk palota nem épült a téren, helyhiány miatt, hiszen ekkor már elég tekintélyes (elsősorban reneszánsz) épületek szegélyezték a teret. Barokk ház a 27. szám alatt álló Kemény Sámuel-féle ház, amelynek homlokzata mögött reneszánsz stílusjegyek ismerhetők fel.
1790-től Kolozsvár a Főkormányszék (Gubernium) székhelye és Erdély „fővárosa” lett, ami többek között azzal is járt, hogy elkezdték a funkciójukat vesztett várfalak lebontását, a hely- és anyagnyerés érdekében.

### A rokokó és klasszicizmus kora
A két korszak nagyjából egy időben jelent meg a téren. Klasszicizáló stílusban építették át 1828-ban a 10. szám alatti Jósika-palotát. Mellette áll a Wass Ottília-féle kis, eredetileg rokokó homlokzatú Wass-ház, amelyet a későbbiekben klasszicizáló stílusban építettek át. A Pataki orvosdinasztia Fő tér és Közép utca sarkán álló háza is eredetileg rokokó díszítésű volt‚ 1808-ban került a Teleki grófok kezére. Ekkortájban kaphatta klasszicista homlokzatát. A legkésőbbi klasszicista épület épp az 1843–1845 között Kagerbauer Antal tervei alapján felhúzott városháza‚ amely két telket olvasztott össze.
A 19. század elején nem csak az épületek arculata változott meg, hanem magáé a téré is: megépültek a járdák, elbontották a Rhédey- és Jósika-paloták előtti Nagy Várdaház nevű őrhelyet, lekövezték a teret, elvitték a térről a pellengért és a cigányok kalitkáját is. Az 1830-as években a kis bódékat is megpróbálták csinosítani, egy részüket áthelyezték mellékutcákba vagy a kapuk köré. A Fő tér jó néhány háza ekkoriban kapott klasszicista frontot. A plébániaházzal összeépítettek még két dél felé eső reneszánsz épületet s az egykori unitáriusok építette iskolát.
1831-ben állították fel a város első világi emlékművét, az úgynevezett „Státuát”, amely I. Ferenc és felesége, Karolina Auguszta császárné 1817. júniusi látogatását örökíti meg. Ez a Mátyás király szobra előtti sétány járda felőli végén állott egészen a 19. század végéig, majd áthelyezték az Óvárba. A kolozsváriak Karolina-oszlopként említik.

### A tér a 19. század második felében
A tér a reformkor végére nyerte el tulajdonképpeni dísztéri arculatát. A járdákat díszfákkal szegélyezték, a polgárházak és paloták földszintjeit üzletekké alakították. 1859-re elkészült a Fő tér összképét mindmáig leginkább befolyásoló épületrész‚ az 1837-ben elkezdett neogótikus templomtorony (a régi barokk tornyot még 1764-ben le kellett bontani). Ekkoriban a Fő tér négy oldalának‚ sorának vagy szerének  külön-külön elnevezése volt: Tanácsház sor – a déli oldal az ott fekvő városházával; Lábasház sor – az átellenben levő északi oldal‚ ahol a 19. század utolsó negyedéig két szomszédos‚ a gyalogjáró széléig kiugró árkádos ház állt; Plébánia sor – a nyugati oldal az ott található plébániaépülettel; Kislábasház sor – a keleti oldal‚ ugyanis a Bánffy-palotától délre eső negyedik háznak árkádos erkélye volt. Ezt az oldalt ószernek is nevezték‚ mert kedd és péntek között itt folyt a zsibvásár.
A templom körüli épületek közül kimagaslott a katolikus leányiskolának a délkeleti sarokban lévő egyemeletes‚ a városházra tizenegy ablakkal néző tömbje. A kőfalnak épített kisebb-nagyobb épületekben található több mint félszáz bolt közül a keletre‚ vagyis az ószerre nézők főleg kereskedők kezében voltak‚ míg az északi és a déli oldalon lévő boltokat a kézműiparosok bérelték.
Pánczél Ferenc 1865-ben kiadott könyvében a következőképpen ír a térről:
A nagy piac nyugati során van a Rhédey-ház‚ mellette a szép Jósika-ház‚ ennek emeletén az úri kaszinó. Továbbá van a Korunk kiadóhivatala és az első magyar általános biztosító társaság főügynöksége. Ugyanazon udvaron a gazdasági gépek raktára. Azután Demjén László könyvkereskedése. Mellette Klatrobecz‚ Krémer és Reil férfiruha raktára. Ezentúl a cs. kir. rendőri hivatal. Északi során van a Kárvázi háza, mit csak azért említünk meg‚ mert erről azt tartják‚ hogy Mátyás király apjáé‚ a Hunyadi János háza volt. Itt van továbbá Hintz gyógyszertára‚ közelében tudakozó-intézet. Keleti felén van a fiskus ház‚ benne a kisegítő pénztár továbbá van a gyönyörű Bánffy ház‚ ebben lakott volt Erdély egykori kormányzója‚ Bánffy György‚ s ma is a Bánffy család birtokában van. Ezen épületben van Gámán János könyvnyomdája. Továbbá van a kis lábasház‚ mely a báró Radák Istvánnéé. Azután a Szathmári aranyműves háza‚ melyről azt tartják‚ hogy Báthori Zsigmond erdélyi fejedelemé volt. Éppen a nagy piac közepén van a római katolikusok piaci nagytemploma (a plébánia templom)‚ mely ódonszerű falával vonja magára a figyelmet. Mellette van Khudi József gyógyszertára‚ kath. leányiskola‚ katonai őrtanya (várda). A piacon van továbbá egy emlékoszlop‚ melyet 1-ső Ferenc császár emlékére emeltek‚ midőn 1817-ben Kolozsvárt járt.
A könyv tizennégy évvel későbbi‚ 1879-es negyedik kiadása több lényeges változást jelez: a nyugati oldalon megemlíti a Wesselényi-házat‚ s mellette a plébániaépületet‚ „melynek emeletében a kereskedelmi iskola van elhelyezve. Ennek alsó részében Demjén Imre könyves-boltja”; az északi soron kitér a még álló nagy lábasházra s mellette az iparos- egylet házára; a keleti oldali fiskus házáról említi‚ hogy benne most a Pannónia szálloda működik‚ a Bánffy-palota melletti szép kétemeletes ház a Tivoli nevet viselte‚ Schütz József halála után katolikus fiú-árvaház részére ajándékozta‚ a Radák-háznak meg Radák Istvánné Rhédey Klára volt a lakója‚ „ki udvarában sok szegény árvalányt tartott‚ szűkölködőket segélyezett”. A Khudi-gyógyszertár már Ember Bogdán tulajdona.

### A 19. század végi tér

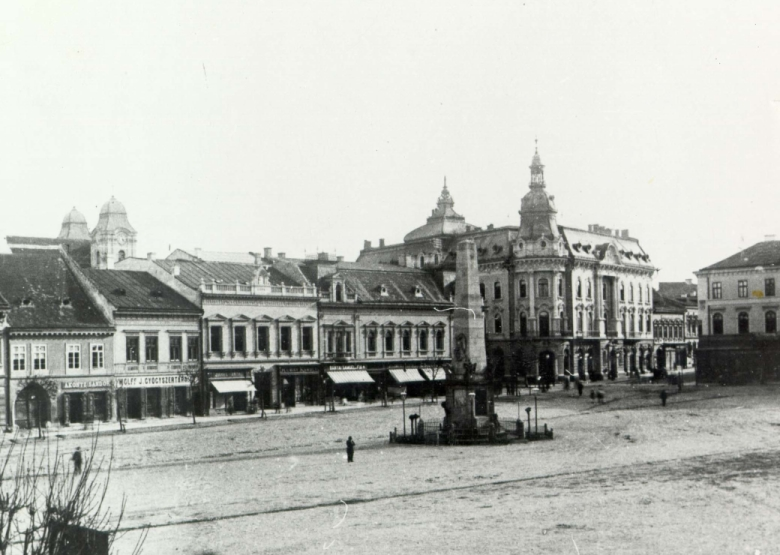
A Karolina-oszlop 1897-ben

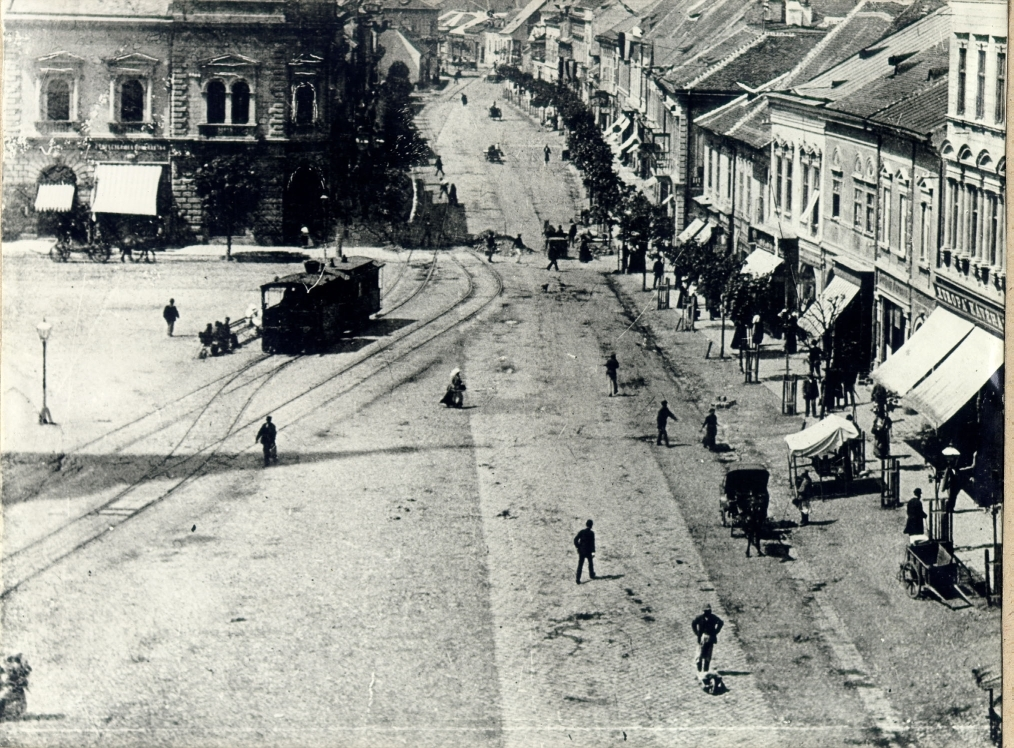
A közúti vasúti csomópont a tér északi oldalán.

Már a reformkorban elindult egy mozgalom a Szent Mihály-templom körüli épületek lebontására. Ez azonban lassú folyamat volt, hiszen engedélyt kellett kérni a katolikus püspöktől, és minden kilakoltatott tulajdonosnak (elsősorban kézművesek) csereépületeket kellett biztosítani. A bontási munkálatokat végül 1865-ben kezdték meg. Az utolsó épületet, a katolikus leányiskolát 1890 őszén bontották el. A katolikus státus közben pályázatot hirdetett a felszabaduló tér újrahasznosítására, de Bartha Miklós sajtóhadjáratának nyomására végül elálltak a tér beépítésétől. 1896-ban a városi tanács úgy határozott, hogy a házak menti öt méter széles járdát és a templom körüli korzót leaszfaltozzák. Ekkor bontották el és szállították a szentpéteri templom elé a templom díszkapuját. Ugyancsak ekkor épült meg a templomkert körüli öntöttvas kerítés Pákey Lajos tervei szerint. Szintén Pákey nevéhez fűződik a New York szálloda megépítése 1894-ben az egykori Nemzeti Szálló helyén.
Érdekes színfoltja volt a Fő térnek a közúti vasút, amelynek elsődleges feladata a vasútállomás és a városközpont összeköttetése volt. Az utolsó síneket 1892-ben rakták le, a forgalom 1893 tavaszán indult meg. A Fő tér elágazási csomóponttá vált‚ három vonal vezetett innen: a Monostor úton át a Sörgyárig‚ s ott betérve a Malomárokig; a Magyar utcán át a Liliom utcán túlig; egy rövidebb vonal a városházáig (összesen 10 km vágány). A szerelvényen árut is szállítottak a környező gyárak részére. A vasutat 1902-ben számolták fel, utolsó szállítmánya a Mátyás-szobor volt.
A század utolsó évében egy jelentős építkezés hozott változást a Fő tér arculatában. Ez részben összefüggött a templom körüli épületek lebontásával. Azokért a Katolikus Státus a Fő tér keleti oldalán két házat kapott cserébe: az egykori két Radák-házat‚ az egyik közülük (most Antos-féle épület) a kislábasház nevet viseli. Ezek Bánffy-palota felőli szomszédja‚ a híres Tivoli-épület mint kétemeletesre bővített Schütz-féle árvaház már régebb a katolikusoké volt‚ a másik irányban‚ dél felé megvásárolták a Frankkis örökösök emeletes házát (korábban Gyergyai-ház)‚ úgyhogy a Tivoli utcáig nyúló négy telken Grois Gusztáv főgondnok ötlete alapján építkezni kezdtek: meghosszabbították a Szentegyház utcát a Fő térig‚ s két oldalára Alpár Ignác budapesti építész tervei szerint hat egybeépített eklektikus bérpalotát emeltettek‚ földszintjükön üzletsorral. A Hauszmann és Társa cég 1898 áprilisában kezdte meg a bontást‚ s 1899. szeptember 16-án adta át az új házakat. Ezután jelentősebb építkezés már csak a 20. század második évtizedének elején a déli oldalon volt‚ amikor az Egyetem utca egész templomig terjedő sorát átfogó egyemeletes‚ alig pár évvel korábban épült házát lebontották‚ s a Fő téri Pataki és Szentkereszti házak helyére is a mai sarokház és a mellette levő bank szecessziós‚ négyemeletes‚ a Fő tér összképébe nehezen illeszkedő tömbjeit építették.
A tér összhangját és egyben végleges arculatát 1902-ben nyerte meg, amikor felállították Fadrusz János Mátyás király szobrát. Az ünnepségre október 12-én került sor. A teret egyúttal parkosították is: a szoborral szemben egy háromszög alakú gyepes-virágos rész volt, s a délkeleti és a délnyugati sarokból egy-egy sétány vitt a szobor felé. A szobor előtti gyepes háromszögbe állították fel 1921 szeptemberében – nagyjából a státua helyére a Róma város ajándékozta anyafarkas szobrot‚ alatta a kis Romulusszal és Remusszal.

### A tér alakulása 1941 után

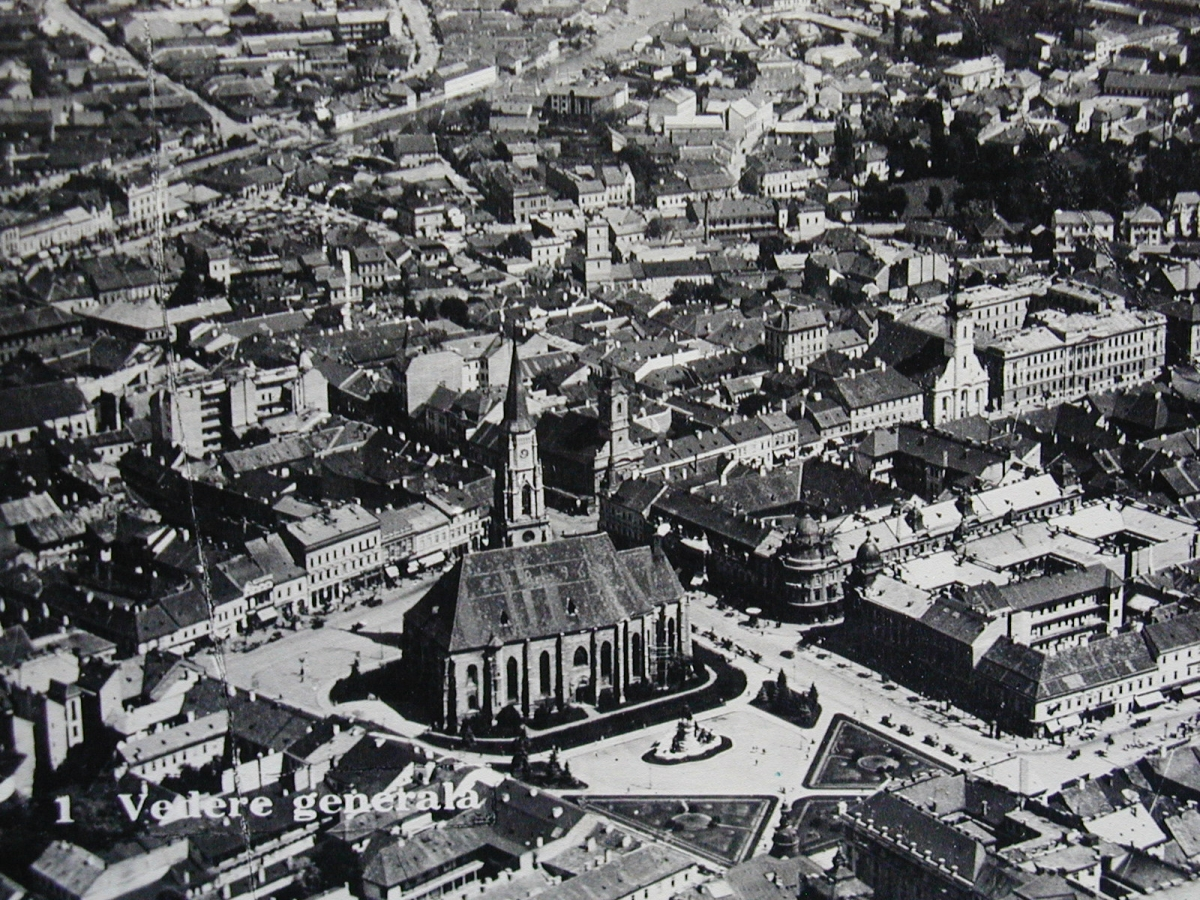
Légifelvétel 1930-ból.

A tér kialakításán legközelebb 1941-ben változtattak, ekkor megszüntették az átlós sétányokat, helyettük a szoborral szembeni gyepet kövezték le. Ugyanekkor lebontották az anyafarkas emlékművet is, amelyet csak jóval később, 1973-ban állítottak ismét ki a Deák Ferenc utca (régi Közép utca) elején, az városháza előtt. A második világháború után restaurálták a templomot és a házakat egyaránt. A Bánffy-palota földszintjén lévő üzleteket felszámolták, visszaállítva a palota eredeti formáját. Több üzletet egybevontak ezúttal, növelve a vásárlóteret. Többször korszerűsítették a villanyvilágítást‚ neonégők‚ higanygőzlámpák‚ sőt az 1960-as években a szoborra és a templomra irányított reflektorok is segítették a Fő tér díszeinek‚ monumentalitásának érvényesülését.

### A tér sorsa a rendszerváltás után
Amikor Gheorghe Funar 1992-ben a Román Nemzeti Egység Párt színeiben elfoglalta a polgármesteri széket, elkezdődött a tér arculatának kálváriája. 1994-ben arra hivatkozva, hogy a szobor útját állja a téren végzendő ásatásoknak, felmerült a szobor áthelyezésének gondolata. A polgármester azt javasolta, hogy szabadtéri múzeumot létesítsenek a téren, amelyen az ásatások során feltárt falakat mutathatnák be. 1994. július 7-én (elsősorban) a város magyar lakossága tiltakozó akciót szervezett a szobor és a tér megóvása érdekében, de minisztériumi jóváhagyással folytatták a munkálatokat, ami azt jelentette, hogy a szoborral szembeni gyep helyén egy régészeti árkot ástak. Az ásatások során két oszlopfőt és egy hatméteres falat találtak, amelyek az ókori város fórumát jelezhetik. A gödör betömését 1997-ben kezdték el, ami Funar ellenkezése miatt lassan haladt. Ugyancsak Funar döntése okán bontották el az anyafarkas-szobrot a városháza elől, helyére megépítették a memorandisták emlékművét.
2006-ban egy közös, román–magyar kormánytalálkozón a felek a szoborcsoport felújítása mellett döntöttek, ezzel egyidőben elindították a tér rendezésének tervét is. Az új teret 2010-ben adták át, a lényegi változások a tér teljes lekövezése, ezáltal a gyepek felszámolása, valamint a szoborral szembeni oldalon egy szökőkútsor és új térvilágítás kialakítása. A felújított Mátyás-szobrot hivatalosan 2011. április 2-án adták át.

## Épületei

### A Szent Mihály-templom

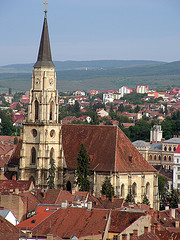
A Szent Mihály-templom

A Szent Mihály-templom Erdély második legnagyobb alapterületű temploma a brassói Fekete templom után. 76 méteres tornya (a kereszttel együtt 80 méter) a legmagasabb erdélyi templomtorony. Kelemen Lajos szerint „Kolozsvár legrégibb építészeti műemlékei közül nagyságra, korra, történelmi és művészettörténeti jelentőségre övé az elsőség.” Művészetében az északmagyarországi stílus hatása ismerhető fel, de sok részletében az erdélyi helyi jegyek mutatkoznak.
Az építkezés megkezdésének pontos dátuma nem ismert, de az általánosan elfogadott feltételezés szerint Károly Róbert 1316. augusztus 19-ei oklevelével függ össze, amelyben megerősítette a városnak V. István által adott kiváltságait, többek között a szabad plébános- és bíróválasztás jogát. A város megnövekedett lakossága számára pár éven belül új, tágas templom építését kezdték el. A templom több mint száz évig épült, az anyagiakat részben az adakozó polgárság, részben a búcsúk bevétele biztosította. A legrégebbi fennmaradt ezzel kapcsolatos irat 1349-ből származik, amelyben Avignon érseke és tizenöt püspök engedélyezte a búcsút azok számára, akik a Szent Mihály-templom és a Szent Jakab-kápolna világítására és felszerelésére adakoztak. Az okirat szövegezéséből kiderül, hogy addig az időpontig a szentély, a hozzá csatlakozó két mellékszentély és a kettős padlásfeljáró már elkészült. A búcsúengedélyt több ízben megújították (1350, 1370, 1397). A 14. század végén a növekvő török veszély miatt a templomot, a cintermet és a temetőt védőfallal kerítették be. Az építkezés befejezése Zsigmond király uralkodása idejére, azaz 1419–1437 közöttre tehető, erre utal az uralkodónak a nyugati főkapu felett elhelyezett magyar királyi, német császári és cseh királyi címere. 1437-ben, büntetésképpen azért, hogy megnyitották a kapukat a parasztfelkelőknek; a város kiváltságait eltörölték, és csak 1444-ben Szent Mihály napján adták vissza; erre utal a címer feletti Szent Mihály-szobor. A homlokzat befejezése és a torony építése még az 1450-es években is tartott.
A templomot 1489-ben tűzvész károsította, majd Mátyás király uralkodása alatt restaurálták. Mivel felmerült a gyanú, hogy gyújtogatás történt, Mátyás király biztosokat nevezett ki a nyomozásra. A szentély boltozatát 1498-ban újították meg. A helyreállítás hátráltatta a torony befejezését, ezért a városi tanács új adó kivetését rendelte el. A torony építésének időpontját az 1511–1545 közötti időszakra teszik; a tervezett két torony közül csak az északi oldali épült fel. A torony az 1697-es tűzvészben elpusztult, és csak 1742–1744 között építették újjá barokk stílusban. Ezt a tornyot 1763-ban villámcsapás és földrengés károsította, ezért le kellett bontani. A jelenleg is látható neogótikus torony alapkövét 1837-ben tették le, és 1859-ben készült el. A torony alatt eredetileg átjáró volt; ezt a 20. század elején szüntették meg.
A Szent Mihály-templom története során számos nevezetes történelmi esemény színhelye volt. Falai között közel ötven országgyűlést tartottak. A hagyomány szerint 1551. július 26-án Izabella királyné itt adta át I. Ferdinánd küldöttének, Castaldo tábornoknak a koronát és koronázási jelvényeket, és egyben felmentette a rendeket a hűségesküjük alól. (Castaldo egykorú jelentése szerint az eseményre Tordán került sor, július 21-én.) Visszatérése után, 1556. október 23-án ugyanitt vette át a kormányzást és fogadta a követek hódolatát.
Az erdélyi fejedelmek közül itt iktatták be Báthory Zsigmondot harmadjára (1601. március 27.), és itt választották fejedelemmé Rákóczi Zsigmondot (1607. február 12.), Báthory Gábort (1608. március 7.) és Bethlen Gábort (1613. október 13.) Amikor Bocskai István holttestét Kassáról Gyulafehérvárra szállították, 1607. február 18-án a gyászmenetet megszakítva a templom előtt állították fel a ravatalt.
1944. május 18-án Márton Áron itt mondta el nevezetes beszédét, amelyben elítélte a zsidóüldözést: „Aki felebarátja ellen vét, veszélyezteti a kereszténység kétezer éves munkájának nagy eredményét, az emberek testvériségének gondolatát.”
Az épület nem a tér közepén található, mivel megépítésekor az északi házsor még nem volt kiépülve, így abban az irányban több hely volt. A háromhajós csarnoktemplom tengelye nem párhuzamos a tér oldalaival, mert a középkori szokás szerint a szentély tengelyvonalát a védőszent neve napján a napfelkelte vonalához tájolták. Alaprajza háromapszisos, a bécsi Szent István-székesegyházéhoz hasonlatos. Hajója 50 méter hosszú és 24 méter széles; a szentély 20 méter hosszú és 10 méter széles.

### Mátyás király emlékmű

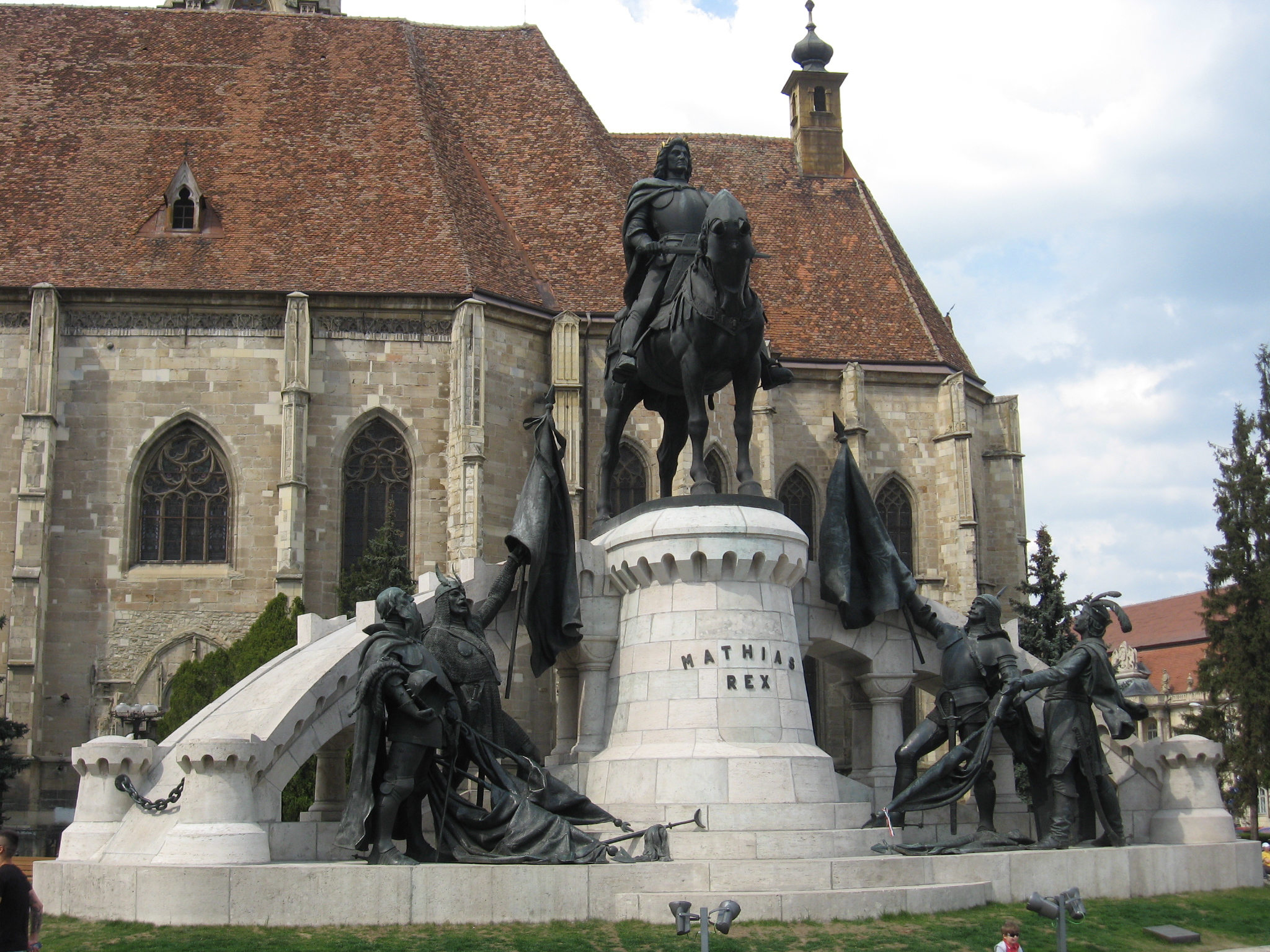
A Mátyás király emlékmű a Szent Mihály-templommal

A Mátyás király emlékmű Fadrusz János leghíresebb alkotása, pályájának csúcspontja és megkoronázása. Az emlékmű ma is uralja a Fő teret. Kolozsvár városának régóta dédelgetett terve volt, hogy nagy szülöttének, Mátyás királynak maradandó emléket állítson. Az emlékmű elkészítése érdekében a város 1882 májusában szoborbizottságot alakított. A tanács pályázatából 1894 májusában Fadrusz János terve került ki győztesen. A szoborcsoport 1902-re készül el. Addig lebontották a tér déli felét díszítő I. Ferenc császár és Karolina Auguszta császárné 1817-es látogatását megörökítő emlékoszlopot (az Óvárba helyezték át), és parkosították a vásárteret. Az emlékművet 1902. október 12-én a császár-király képviseletében József Károly főherceg leplezte le, s az ünnepségen Apponyi Alberttől kezdve Jókai Mórig a kor minden jelentős személyisége megjelent. A város az alkalomra több száz oldalas díszes Mátyás-albumot adott ki, a színházban Mátyás emlékére ünnepi műsort adtak, melyet díszvacsora követett. Fadruszt elismerésekkel halmozták el, József főherceg vaskorona renddel tüntette ki, a várostól díszpolgári címet, az egyetemtől doktori címet kapott. Az emlékmű felállítását megelőzte, hogy annak gipszmintáját az 1900-as párizsi világkiállításon bemutatták, ahol a bírálóbizottság több száz szobor közül Grand Prix díjjal, a kiállítás aranyérmével jutalmazta.
Az emlékmű bástyaszerű talapzatát Pákey Lajos, Kolozsvár főépítésze tervezte. A lovasszobor a győztesen bevonuló, seregszemlét tartó uralkodót ábrázolja. Az emlékmű mellékalakjai a fekete sereg vezérei, balról Magyar Balázs és Kinizsi Pál, jobbról Báthory István és Szapolyai István. A szobrok többsége a mozdulat megörökítésével hat, Mátyás mozdulatlan, alatta az ura parancsára váró, figyelő harci mén. A szobor talapzatán eredetileg Mátyás király címerpajzsa és a felette ábrázolt Szent Korona volt elhelyezve, napjainkban a Mathias Rex felirat olvasható rajta.

### A Fő tér déli oldala, az egykoriTanács-sor

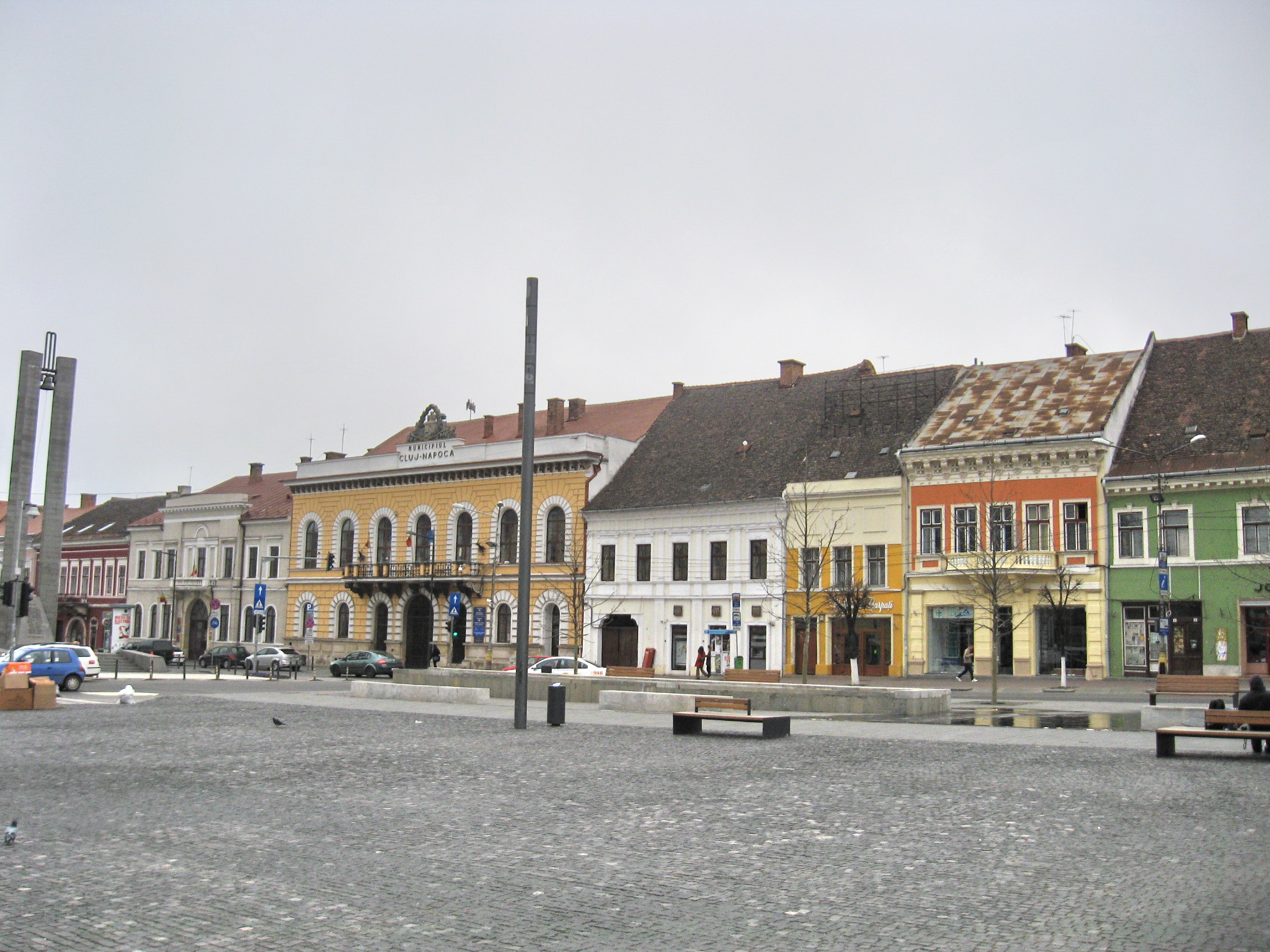
A Fő tér déli sora

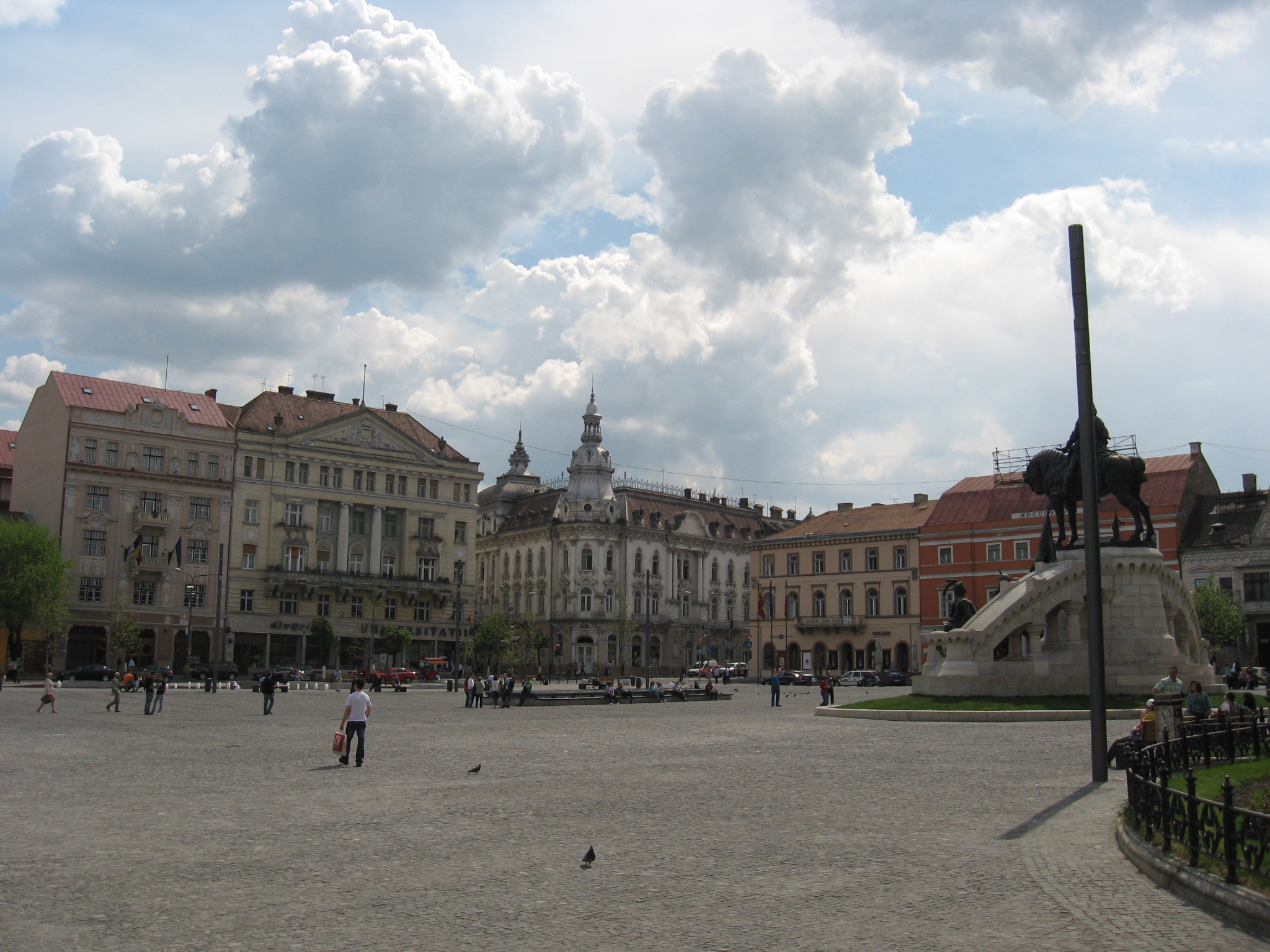
A Fő tér délnyugati sarka: Kolozsvári Takarékpénztár és Hitelbank épülete, Sebestyén-palota, New York kávéház, Rhédey-palota, Jósika-palota

A Fő térnek a Mátyás szoborral szembeeső déli sora szenvedte meg leginkább a századfordulót követő építési lázat. Itt a 19. század második harmadában még legfeljebb homlokzatukban módosított reneszánsz házak álltak.
- A régi városháza vagy tanácsház (1. szám) első említése 1537-ből származik. Ezt az épületet 1650-ben reneszánsz stílusban átépítették. Miután 1775-ben és 1798-ban tűzvész pusztította az épületet, a város új tanácsház építését határozta el. Az új épület Kagerbauer Antal tervei alapján épült fel 1841–1843 között. A klasszicista épület homlokzata megmaradt eredeti stílusában, rusztikázott vakolattal és belső árkádsorral. Az épületen egykoron a hét szabad királyi város festett címere volt látható, ezeket 1986-ban a Történelmi Múzeumba szállították. 1991-ben a városházát áttelepítették a korábbi vármegyeháza épületébe. Azóta a Fő téri épületben városi tanácsi irodák, minisztériumok megyei kirendeltségei, civil szervezetek, egyházi intézmények és pártok székházai működnek.[70]
- A Simai-ház (2. szám) kora klasszicista homlokzattal és késő barokk belsővel rendelkezik, és Simai Lukács gazdag kereskedő építette. Ma a régi városháza része. Figyelemre méltó a pilléres-árkádos udvara.[71][72]
- A 3. szám alatti épület klasszicista stílusjegyeket visel magán, de valószínűleg egy reneszánsz ház átépítésével jött létre. Az épület magasított, oromzata vakablakokkal díszített. A homlokzata egyébként dísztelen, valószínűleg a többszöri átépítések miatt.
- A 4. szám alatti épület homlokzatát eklektikus ablakok és nagy ereszgyámok díszítik. Az erkély neobarokk, ilyenformán eklektikus kőgyámjai és korlátbábjai megélénkítik az igen nagy kivágású földszinti nyílásokat. A földszinten a később beépített reneszánsz (kannelurás és virágfejezetes) ajtókeretet (16. sz.) olajfestéssel csúfítottak el. A földszinti üzlet födéme gerendás, aminek semmi köze sincs az egykori reneszánsz épülethez.
- A Filstich–Ákontz-ház (5. szám) négyablakos emeletes polgárház, kapualjában több 16. századi latin felirat és keret látható, s egy ajtószemöldökkőből az is megállapítható, hogy Filstich Lőrinc tekintélyes polgár, királybíró, Dávid Ferenc munkatársa építtette. Később a Wolf, majd az Ákontz család tulajdona lett.[73][72]
- A 6. szám alatti kora klasszicista homlokzatú ház átmeneti stílusú, mert együtt és párhuzamosan létezik az egyenes (a szintek között) és enyhén kiugró (golyvázott) párkányzat, míg az ablakkeretek szemöldöke és az ablakpárkányzat alja vakolatdíszítéses.
- Az egykori Kolozsvári Takarékpénztár és Hitelbank épülete (7. szám) szecessziós stílusban épült meg. A földszinti nyíláskivágások szecessziósan sokszögűek, de az emeleti vakolattal díszített falsávok eklektikus anyaghasználattal készültek. A belső tér fémmunkái és üvegdíszítései kimondottan szecessziósak.[74][75]
- Az egykori Első Magyar Általános Biztosító Társaság bérháza vagy Sebestyén-palota (8. szám) a Fő tér és az Egyetem utca sarkán áll. A négyemeletes, klasszicista bérháznak Fő téri oldalán klasszicista az oromzata, így az Egyetem utca felől copf oromzati díszekkel rendelkezik. A Sebestyén Dávid által 1912–13-ban építtetett bérpalota, az előző épülettel együtt, megbontotta a Tanács-sor folyamatos párkányszintmagasságát.[74][76]

### A Fő tér nyugati oldala, az úgynevezettPlébánia-sor

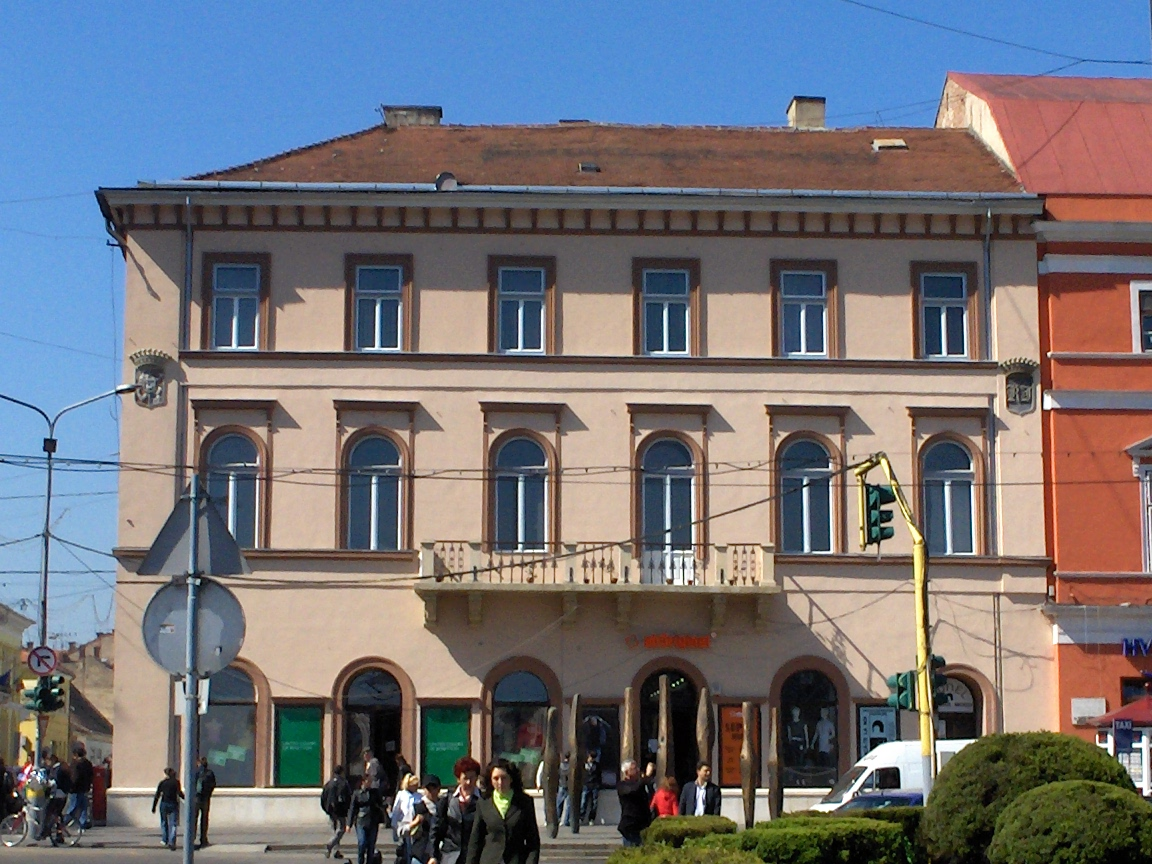
A Rhédey-palota (2007)

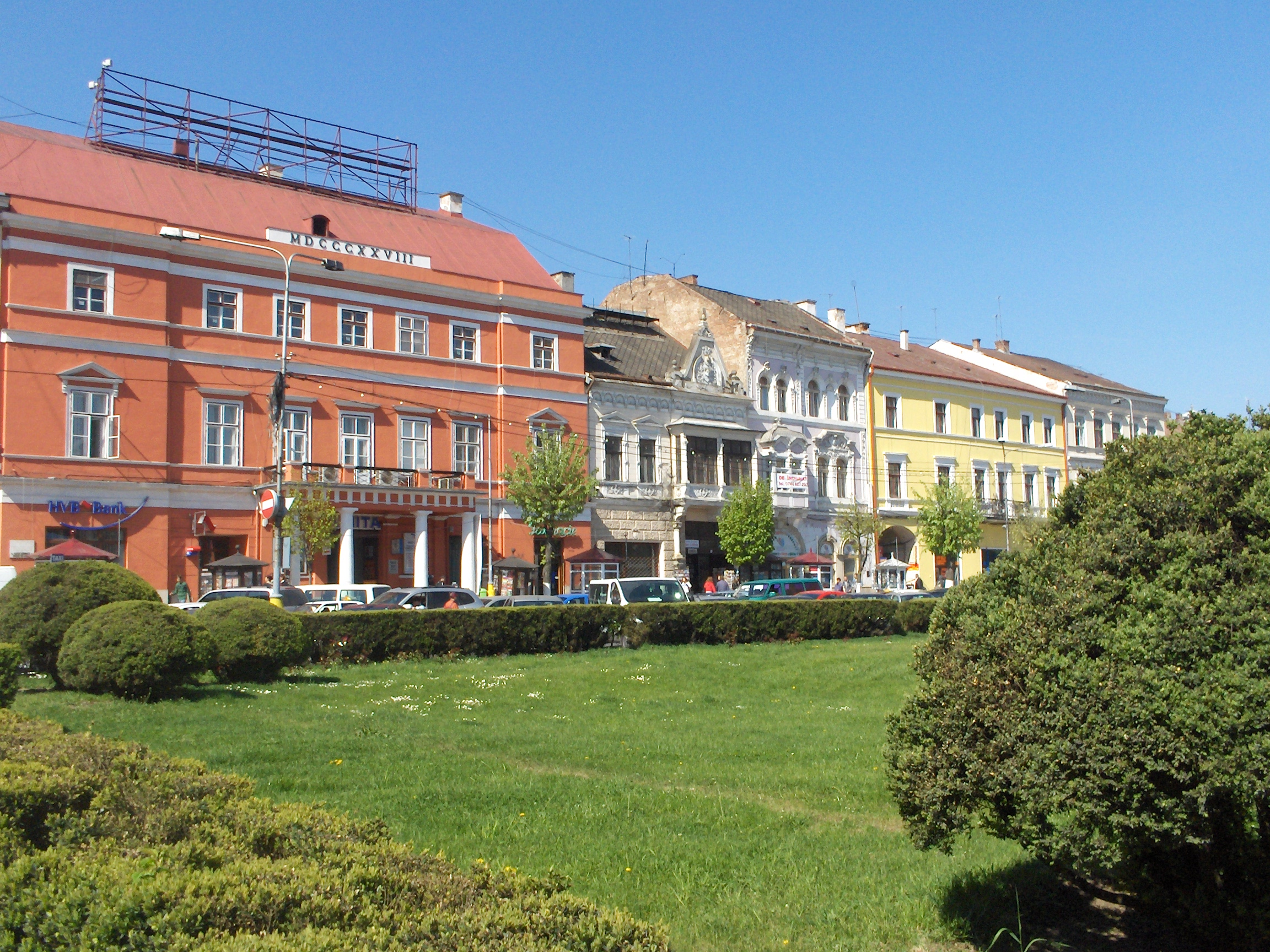
A Fő tér nyugati oldala 2007-ben

- A Rhédey-palota (9. szám) ma háromszintes épülete kimondottan klasszicista, átmenetek vagy stíluskeveredések nélkül. Az egyenes és nyugodt párkányzat, valamint a félköríves nyílászáródások mellett az emeleti balkon nagy kőgyámjai, kőlapjai és öntöttvas korlátai egyértelművé teszik ezt. 1775–1777 között gróf Rhédey Mihály építtette a saroktelekre (Fő tér és Jókai utca sarka) az emeletes barokk palotát. A Jókai utca felé egy kétszintes bálteremmel toldották meg az épületet, de ez 1778 januárjában összeomlott, majd 1782-ben újjáépítették. Rhédey Mihályné báró Bánffy Terézia megengedte az 1792 őszén megalakuló magyar színtársulatnak, hogy a bálteremben tartsák előadásaikat. Így a palota arról nevezetes, hogy az első „erdélyi magyar nemes színtársulat” itt mutatta be 1792. december 17-én a Köleséri vagy a titkos ellenkezés című színdarabot. Az 1850-es évek elején gróf Rhédey János részben lebontatta a palotát, részben falait beépíttette a ma is létező kétemeletes bérházba. Az utolsó Rhédey-örökös, báró Horváth-Inczédi Ödönné Rhédey Johanna a 19. és 20. század fordulóján közös homlokzattal egyesítette a Jókai utca felőli épületrészeket.[77][78]
- A Jósika-palota, más néven Lábasház (10. szám) klasszicista stílusú műemlék épület. A Lábasház nevet az első emeleti erkélyt tartó négy toszkán oszlop miatt kapta. A helyi diákvilágban a ház előtt való elhaladáshoz különböző babonák kapcsolódtak: csak adott irányban szabad elhaladni előtte,[79] illetve vizsga előtt nem ajánlatos átmenni az oszlopok alatt.[80] A palota északi szárnyának helyén állt a Kakas-ház, amely a 16. században az erdélyi fejedelmek szállása volt. A hagyomány szerint 1594-ben ennek az ablakából nézte végig Báthory Zsigmond a törökpárti főurak kivégzését. A Jósika-palota eredetileg egyemeletes volt, majd 1828-ban Jósika János főkormányszéki elnök építtette rá a második emeletet. Az udvari szárnyat 1864–65-ben fia, Jósika Lajos guberniumi tanácsos építtette. Az első emeleten először a Nemzeti Kaszinó, majd az 1880-as évektől az Igazságügyi palota felépültéig a királyi ítélőtábla székelt, a földszinten pedig két szobában a Jósika család levéltárát helyezték el. A 19. században épített feltűnően alacsony második emeleten az 1960-as évekig két oroszlán által tartott Jósika-címer volt látható a jelenleg is meglevő 1828-as évszám felett. A bejárati kapu felett elhelyezkedő első emeleti erkélyt négy toszkán stílusú oszlop tartja. Az egyenes párkányzatú klasszicista épületen a kisméretű sarokrizalitok és a kapu alatti lapos csehboltozat a késői barokk hatására utalnak.[77][81]
- A Wass-ház (11. szám) névadója Wass Ottília. A grófnő az házat az Erdélyi Múzeum-Egyesületre hagyta, amely itt rendezte be székházát. Az 1810-es években földszintjén Döbrentei Gábor bérelt szállást, s itt szerkesztette az Erdélyi Múzeum folyóiratot. Itt lakott Bölöni Farkas Sándor is. Az emeleten pedig a ház egykori tulajdonosa, Gyulai Lajos gróf több mint fél századon át vezette 140 kötetet kitevő naplóját, amely a kiegyezés előtti időszak számos érdekes eseményét, adatát őrizte meg. Az ő unokahúga volt Wass Ottília, akinek leánykorában kedves társalgópartnere volt az itt gyakran megforduló Kemény Zsigmond, a későbbi neves regényíró. A háromszintesnek épült ház nagyszerű példája az eklektikus rokokónak, vagyis a neorokokónak. A kagyló-szalagdíszes párkányzat, a címeres kiemelkedő oromzatelem, valamint a zárterkély szoknyás nagy ablakai a késő eklektikus stílust jelzik.[82][83]
- A 12. szám alatti háromszintes épület késő eklektikus épület neorokokó elemekkel. A földszinten barokkos, kőből faragott kapu- és ablakkeret látható. Az emelet páros ablakainak szemöldökdíszei különösen gazdag kidolgozásúak.
- A Fröhlich-ház (13. szám) tulajdonképpen két épület összeépítésével jött létre. A klasszicista homlokzatán az ablakközök nem szimmetrikusak. A bal oldali rész alatti kapualjban egy sikátor bejárata van, amely a Kismester utcára nyílik. A belső helyiségek boltozata, fiókos kosáríves, barokkos.[84]
- A Wesselényi-ház (14. szám) alatti háromszintes épület reneszánsz stílusjegyeket visel magán, de bejárata barokkos. Az emelet szalagdíszes ablakkerete copf és romantikus elemeket kever. Valószínűleg a 19. század első felében épült. A harmadik szintet ráépítéssel húzták fel.[85]
- A Plébániaház (15–16. szám), mint azt neve is mutatja, a római katolikus plébánia otthona. Több épület egyesítésével nyerte el mai formáját. Legrégebbi része az Unió utcai sarokhoz közeli vége, amelyet az 1450-es években Schleunig Gergely plébános építtetett. A kapubejárat feletti oroszlános címer a G.S. iniciáléval ennek emlékét őrzi. A gótikus épületet Schleunig 1477-ben újabb szárnnyal bővítette. A reformáció korában itt volt az unitáriusok központja, Dávid Ferenc is itt lakott, s itt írta műveit. A déli szárnyat kibővítve ide telepítették az Unitárius Kollégiumot. A 19. században a plébániához csatolták a szomszédos négyablakos polgárházat. Ez, a barokk kapubejárat fölötti címer tanúsága szerint 1799-ben épült. A kapu felett egy Szent Mihály arkangyalt ábrázoló dombormű látható. Két emeleti ablak között egy 1773-ból származó latin feliratú emléktábla örökíti meg II. József trónörökös kolozsvári látogatását. Az emelet igényesen faragott ablakkeretei késő barokk copf ízléssel készültek, egységbe fogva a különböző korokat.[86][87]
- A 17. szám alatti kétemeletes, eklektikus saroképület szintén a plébánia tulajdona. Az emeleti ablakokat késői neoreneszánsz edikulás ablakok díszítik. A balkonok alsó felén stukkódíszek láthatók.

### A Fő tér északi oldala, az egykoriNagylábasház-sor

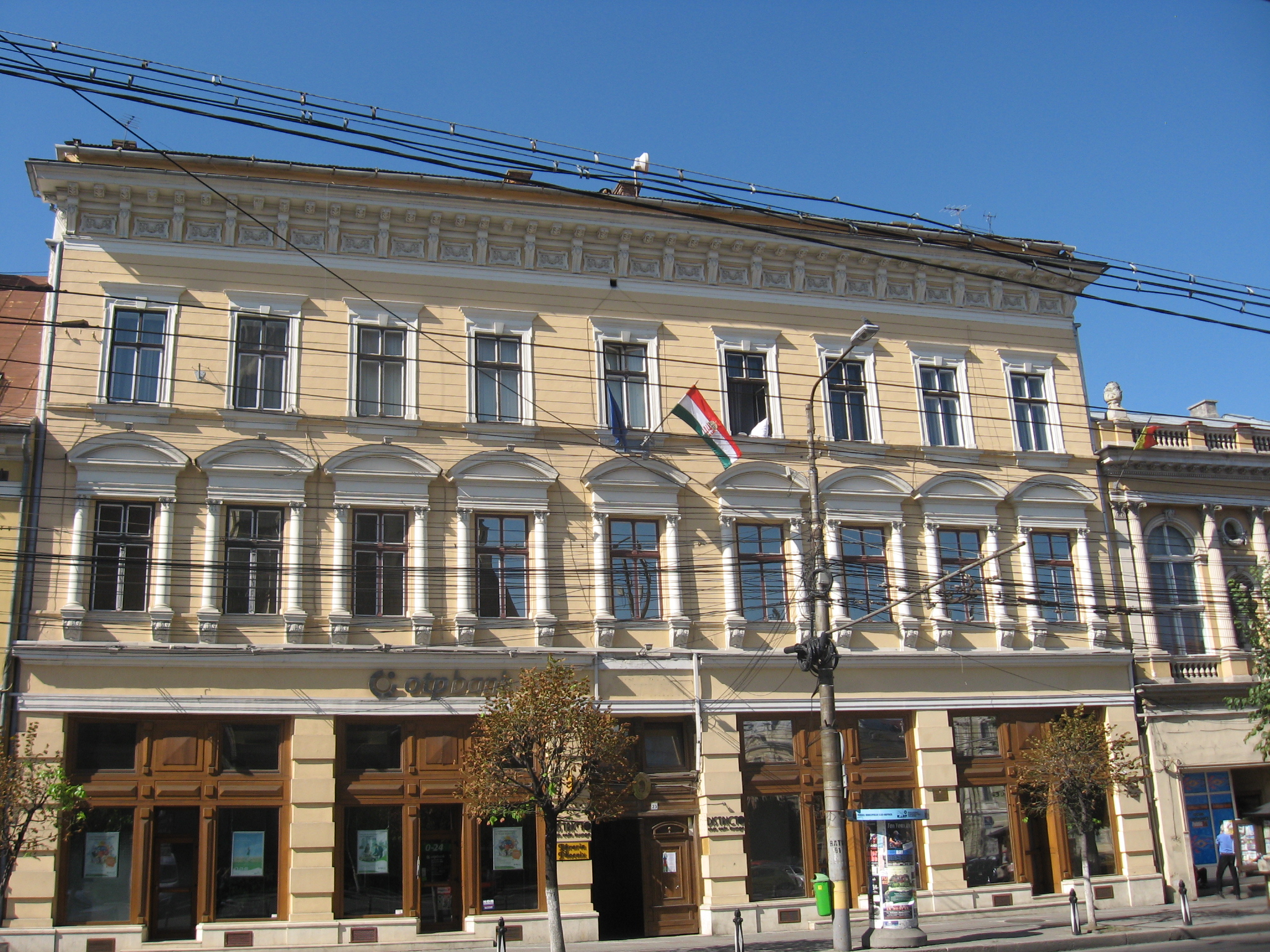
A Rucska-ház

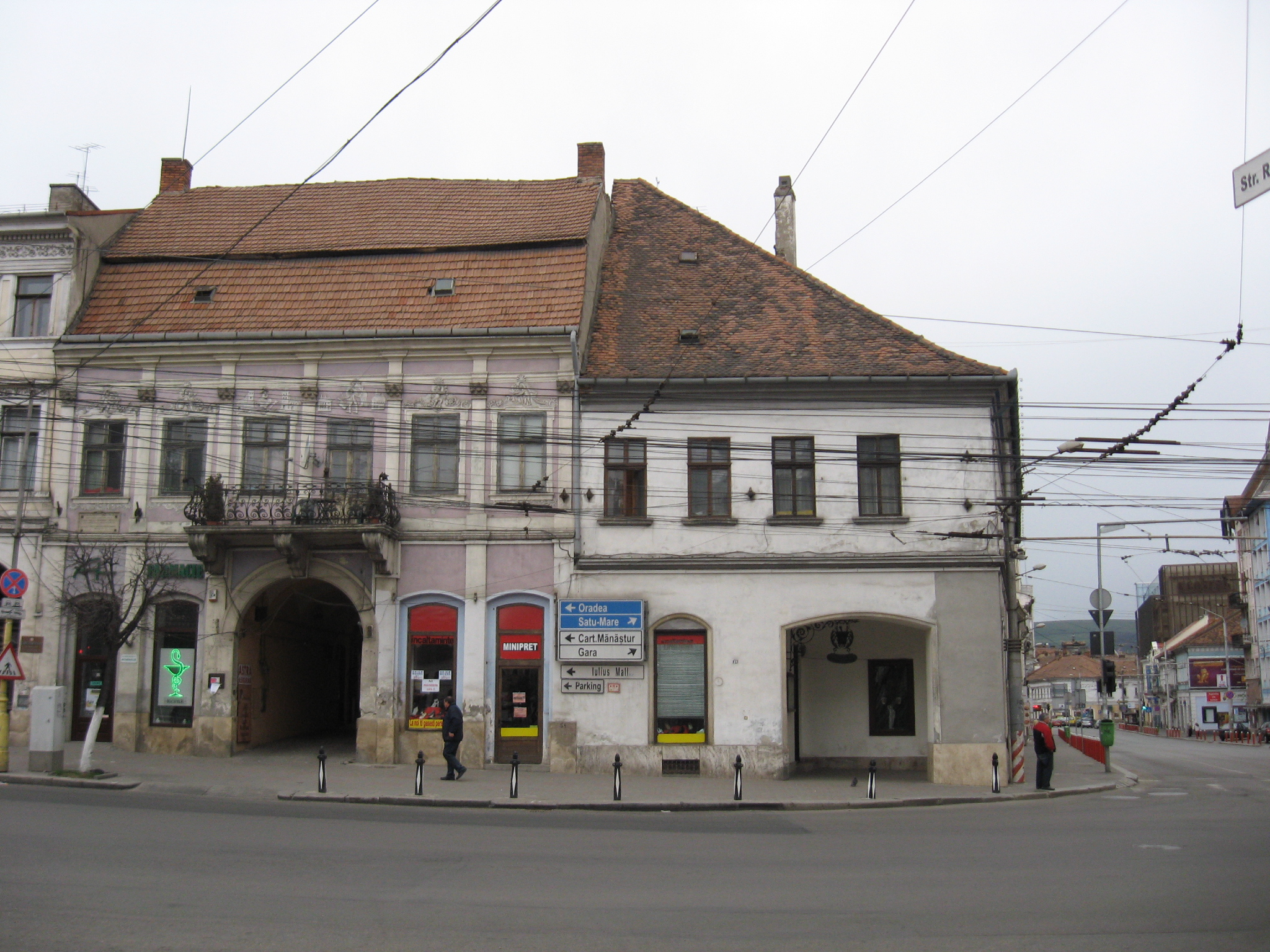
A Filstich–Kemény-ház és a Mauksch–Hintz-ház

Ez a házsor épült a legkésőbb, mert itt az Óvár falai előtt védelmi szempontok miatt az új vár falainak kiépítéséig (1450 körülig) tiltottak mindennemű építkezést. Az itteni házak nagy része a régi várfalnak épült neki vagy bekebelezte azt. Ma már alig maradt nyoma a falszakasznak.
- A 18. szám alatti saroképület (Mátyás utcai sarok) klasszicista ugyan, de belső boltozata késő reneszánsz, fiókos dongaboltozat. A Mátyás utcai homlokzat földszintjén befalazott késő gótikus ablakkeret látható. Az egykori szekérbejáró, a homlokzat három ablakának ritmusából ítélve a Fő térről nyílhatott, ahol most üzletbejárat van.
- A Rácz-ház (19. szám) homlokzata hasonló a saroképületéhez, de az emeleti ablainak barokk kőkeretei vannak, amik felett szemöldökpárkánnyal védett copf füzérdíszek vonulnak végig. A kapualjat, ami régen szekérbejáró volt, kosáríves lapos barokk fiókos boltozat fedi, s vastag falkivágáshoz hasonlító hevederekkel van ellátva. Egy kőtáblán az 1522-es év szerepel, ami valószínűleg építésének idejére utal.[88]
- A Rósás-ház nevét Báthory Kristóf udvari sebészorvosa után kapta. A homlokzat mai díszítése romantikus, mert a párkányzat szalagdísze gótikus elemekből alakított, az ablakkeretek feletti szemöldökök tört vonala és gyámjai, valamint a kapu gótikus ihletésű szegmensíve erre utalnak. A földszinti épületbelsőben a szép reneszánsz teremsort fiókos dongaboltozat alkotja, faragott gyámkövekkel. Ez az épület volt 1902-ben Fadrusz János szálláshelye.[89]
- A Püspöky-ház  (helyén a Karvázy-ház volt, 21. szám) az egyetlen igazi szecessziós épület a Fő téren. Az oromzat sajátos hullámzása, az ablakkeretek eltűnése vagy homlokzattá szélesedése, valamint a zöld négyszirmú virágot és bimbókat ábrázoló kerámiaelemek sajátjai a szecessziós újításoknak.[89]
- A Stampa-ház (22. szám) homlokzata klasszicista, kapuja viszont barokk, belsője reneszánsz, dongaboltozattal. A földszint feletti boltozatok azt jelzik, hogy az épület már akkor emeletesnek épült és nem földszintesnek, mert az emeleti boltozás szétfeszítette volna a falakat. A boltozatok általában az utolsó előtti födémszintig voltak használatosak.
- Az egykori Nagylábasház helyén álló épületet, a Rucska-házat (23. szám) Rucska János kolozsvári ügyvéd építette Maetz Frigyes tervei szerint. Ma a református egyház tulajdona. Az épület 1883-ban két kisebb épület helyén épült fel eklektikus stílusban. Az épület elődjei valószínűleg a 17. században épültek. A lebontott két kisebb épület árkádjai a járdára nyúltak, s ezért nevezték az egész déli épületsort „Nagylábasház-sornak”, már csak azért is, mert a nyugati oldalon már létezett a Jósika-palota, ugyancsak járdára lépő oszlopokkal. A néptudat e különleges házakat „Mátyás király konyhájaként” emlegette. Magasságát tekintve kiemelkedik a sor épületei közül.[90]
- Az egykori Iparos Egylet székháza (24. szám) kétszintes kora eklektikus reneszánsz palota, két, emeleten elhelyezett szoborral és kannelurás, homlokzathoz ragasztott fejezetes oszlopokkal. 1883-ból való, s ugyancsak Maetz Frigyes építész tervei szerint épült. Az épület oromzati párkányán egykor szobrok álltak. A földszinten egykor moziterem működött.[91]
- A 25. szám alatti kétszintes épületet teljesen átalakították a földszinten, és az emelet ablakkeretének könyöklőiig magasított modernkedő burkolattal látták el. A középen tört vonalú szemöldökpárkányok az ablakkeretek egyszerűsége alapján kora klasszicista stílusra utalnak. E ház telkén is el lehet jutni Kolozsvár legrégebbi faragott ajtókeretéig, az egykori Óvár saroktornyának – amit egyszerűen csak „Toronynak” hívtak – pincebejáratáig, amely tömlöcajtó volt. Bejárata felett Kassai Mihály börtöntartó 1821-ből származó emléktáblája is utal az épület múltjára.[92]
- A 26. szám alatti háromszintes épület klasszicista homlokzatú. Erre utalnak ismétlődő egyenes párkányok és egyszerű ablakkeretek, valamint a felső emelet párkányai közé szorított oszlopsávjai.
- A Filstich–Kemény-ház (27. szám) alatti barokk-rokokó palota építése a Wass és a Kemény grófi családok nevéhez fűződik, s a stílusból ítélve, 1800 körül emelhették. A könnyed vonalú stukkó-szoknyákkal és figuratív szemöldökökkel ellátott ablakkeretek és az ablakok között emelkedő fejezetes oszlopsávok, de a kapuív és a kovácsoltvas-rácsos balkonmellvéd is ezt mutatják. Az udvaron két értékes reneszánsz ajtókeret az átépítés előtti korra utal, amikor Filstich Péter aranyműves és pénzváltó, majd a Wass család lett a ház tulajdonosa. A Filstich-címeres ajtókereten az 1597-es évszám, míg a Wass és Vay családok címerét tartalmazón az 1728-as évszám olvasható. Ez a barokk-rokokó alkotás Erdély egyik legszebb épülete, s kultúrtörténeti jelentősége is kiemelkedő, mert ifj. Kemény Sámuel volt az, aki felvetette az Erdélyi Múzeum alapításának gondolatát, s itt vendégül látta Deák Ferencet és Vörösmarty Mihályt, amely eseményről a homlokzati emléktábla is hírt ad.[93][94]
- A Mauksch–Hintz-ház (28. szám) a Fő tér és az egykori Híd utca sarkán áll. Itt volt a város első gyógyszertára. A ház klasszicista homlokzata az 1820-as évekből származik; a földszint és a pince azonban a reneszánsz korra utal. Az egykori iroda helyiségében található 1752-ből származó magyar nyelvű freskó a gyógyszertár történetét vázolja. A város tulajdonában álló gyógyszertárat 1573-ban alapították, és 1735-ig az egyedüli volt Kolozsvárott. A város eredetileg provisorokkal működtette, csak 1727-ben került magánkézbe. Első tulajdonosa Schwartz Sándor, majd 1752-től Mauksch Tóbiás volt. 1851-ben öröklés útján került a Hintz család tulajdonába, ezután kapta a patika a Szent György nevet. Az épületet a városi tanács bizottsága 1902-ben országos vagy városi védelem alá helyezendő műemléknek minősítette. Az épület sarkánál az árkádos gyalogátjáró 1960-ban épült. A gyógyszertárat 1948-ban államosították és bezárták. Az épületben jelenleg Gyógyszerésztörténeti Múzeum működik.[95]

### A Fő tér keleti oldala, aBánffy-sor

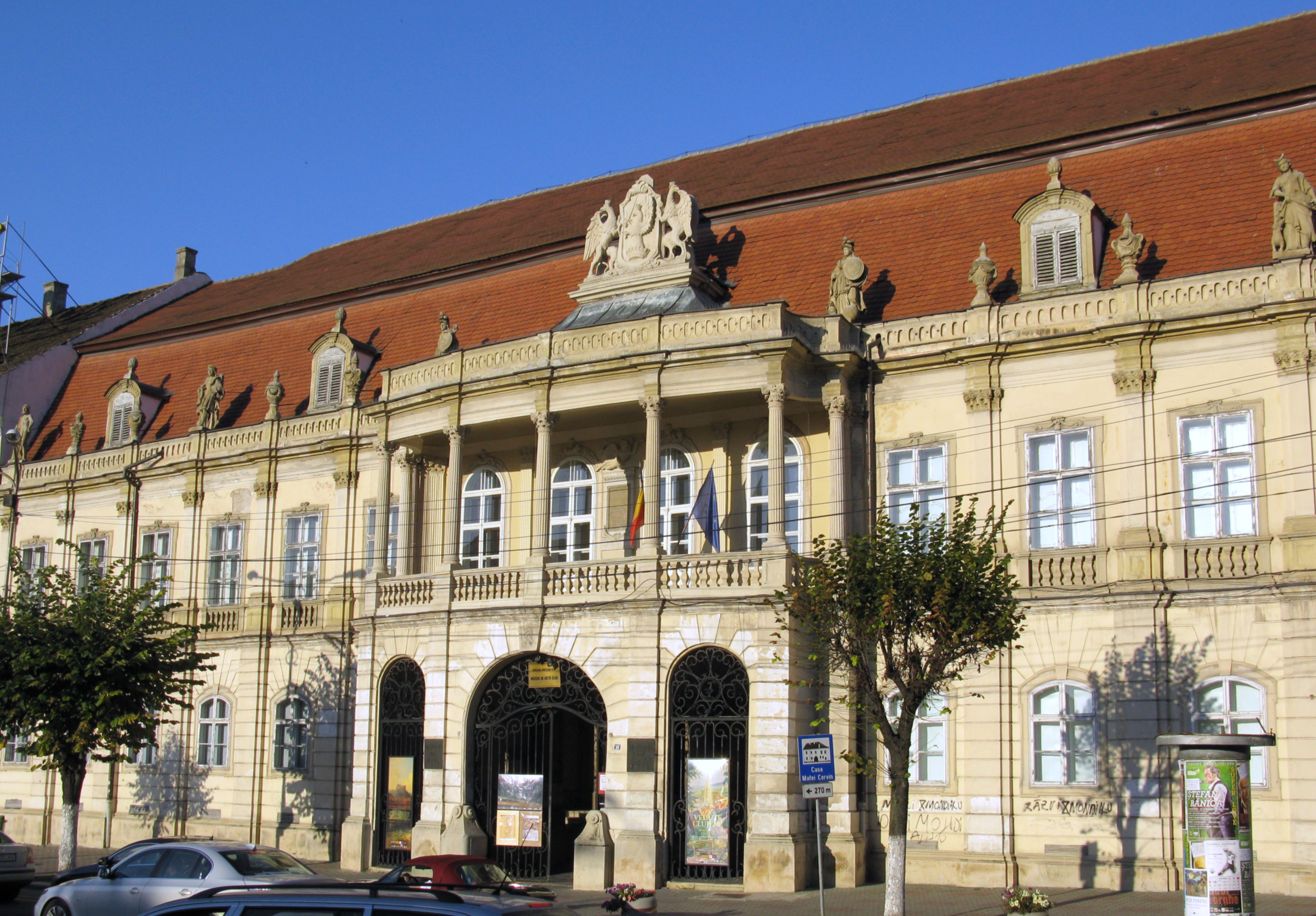
A Bánffy-palota

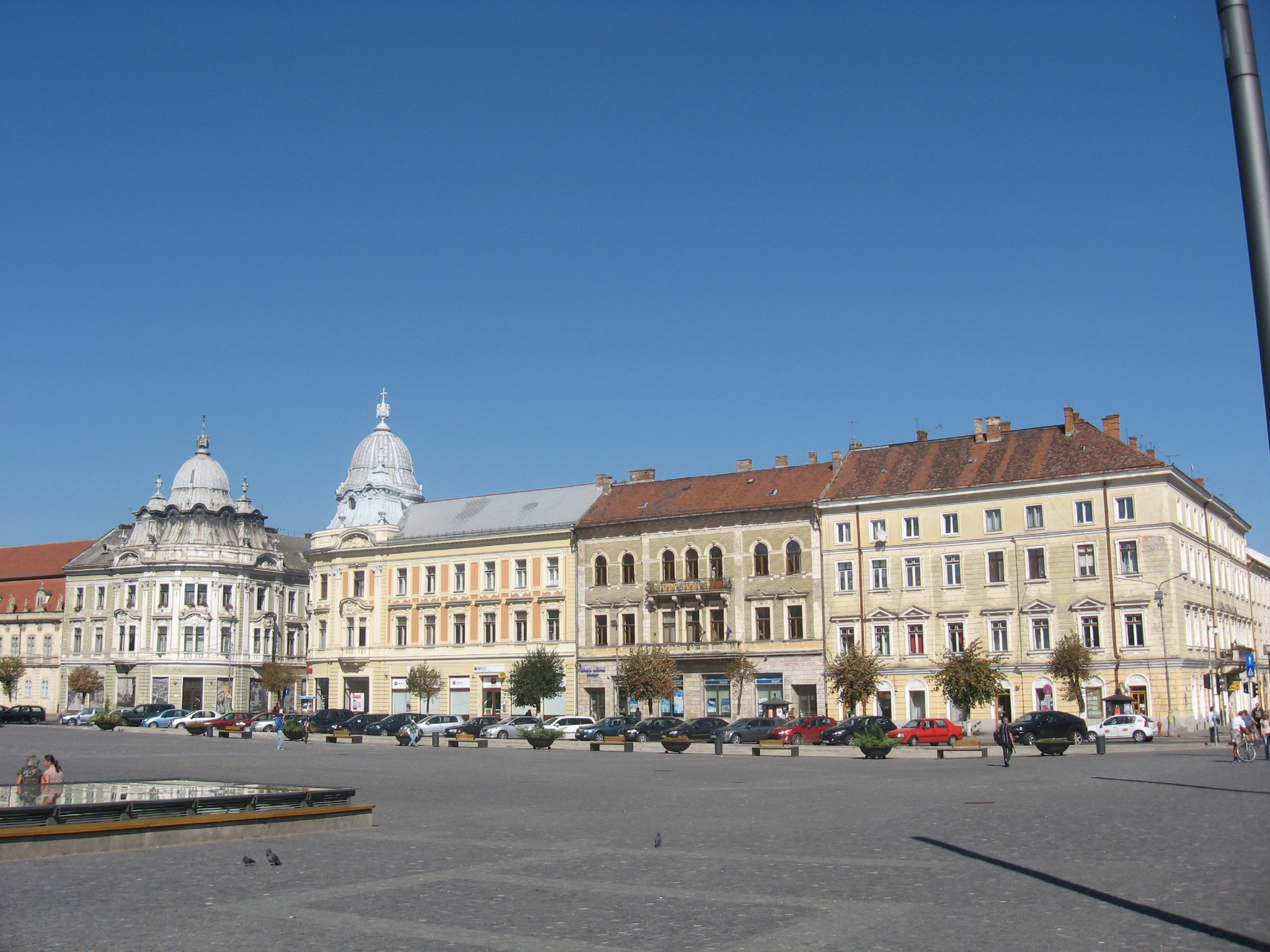
A keleti sor: Státusházak, Wolphard-Kakas-ház, Pataki-Teleki-ház

- A Központi Szálló (29. szám) a tér és a Magyar utca sarkán áll. Az épület elődje a reformkorban egy Fiskus cégtáblájú kocsma volt. Építtetőjéről nincs adat. Itt folytak ebben az időben a katonatoborzások is‚ s 1834-ben itt robbant ki a diákság és a német helyőrség közötti, véres áldozatokat követelő verekedés is. Az elnevezés annyira beivódott a helybéliek tudatába‚ hogy még a század végén is Fiskus-szegletjeként emlegették ezt a tájékozódási szempontból fontos sarkot. A telekkönyvezés bevezetésekor, 1869-ben, egy harmincegyszobás emeletes épület állt már a sarkon, ezt vette bérbe 1872-ben Plihál Ferenc és nyitotta meg benne a Pannonia Szállodát. Az épület tulajdonosa a Katolikus Státus volt. Ők újíttatták fel 1891-ben az épületet. Ekkor épült át a Magyar utcára néző szárny és ekkor olvasztották bele a szomszédos Fő téri épületet is. A homlokzatot eklektikussá alakították át‚ a sarok fölé tornyot emeltek‚ az első emeleten pedig egy kapu feletti és egy északi erkélyt alakítottak ki. A ház külalakja máig sem változott‚ mindössze az 1950-es években nyitottak a sarok alatt árkádos átjárót a gyalogos közlekedés megkönnyítésére. A katolikusok Nagy Gábornak adták át az épületet, aki 1891-ben a város legmodernebb szállodáját alakította ki benne, Központi Szálló néven. A szállodát az 1920-as évektől a katolikus Szociális Nővérek Társasága vette bérbe, akik egy előkelő‚ csendes‚ diszkrét intézetet létesítettek. Az 1940-es években a Pro Deo elnevezést viselte a szálloda. Az egész házat 1949-ben államosították és a Tanügyminisztériumnak adták át‚ amely átmenetileg diákotthont létesített benne. Az étterem Sirály elnevezés alatt működött tovább‚ majd a szálloda is ugyanezzel a cégtáblával nyílt meg újra az 1950-es években. Az idegenforgalom fellendülésével az 1960-as években az egész épületet renoválták‚ a második világháború utáni első kolozsvári bárt itt nyitották meg, hajnalig tartó műsorral Melody néven. 1995 óta a neve Melody Central.[96][97][98]
- A Bánffy-palota (30. szám) Erdély egyik legszebb városi barokk palotája. Az építtető Bánffy György, Erdély kormányzója volt. A palota terveit 1773-ban készítette el Johann Eberhard Blaumann, Würzburgból elvándorolt nagyszebeni városi építőmester. A palota szobordíszeinek elkészítésével nem őt, hanem Erdély akkor leghíresebb szobrászát, Anton Schuchbauert bízták meg. Jelentős szerepe volt az építésben Anton Überlacher ácspallérnak is, aki a fedélszerkezet, a stukatúra-gerendák, illetve az ajtó- és ablakbélletek elkészítésére vállalkozott. A faanyagot Bánffy György jobbágyai termelték ki a Gyalui-havasokból. Az 1774-ben elkezdett építkezés 1785 tavaszán fejeződött be. A kormányzó 1790-től 1822-ben bekövetkezett haláláig az épületben lakott feleségével, Palm Jozefa grófnővel. Utána a palota egy ideig kormányzói lakásként funkcionált. Szóba jött az is, hogy a város megvásárolja tanácsháza céljára, de ezt a tervet elvetették, és új városházát építettek. 1817. augusztus 18. és 27. között, amikor Kolozsvárt először látogatta meg Habsburg uralkodó, I. Ferenc magyar király, osztrák császár, negyedik feleségének, Karolina Auguszta királynénak kíséretében a Bánffy-palotában szálltak meg. A látogatás emlékét a főhomlokzaton elhelyezett empire emléktábla örökítette meg. Szintén a palotában lakott I. Ferenc József 1852. augusztus 2–4., illetve 1887. szeptember 22–24. között. 1902-ben lebontották a hátsó udvaron található díszes istállót, amelynek helyére az 1920-as években bérház épült, melyben egy mozi kapott helyet. 1951 februárjában a város elöljárósága elhatározta, hogy kiürítteti a Bánffy-palotát, s benne Szépművészeti Múzeumot létesít; a kiürítés 1954 nyaráig húzódott. A múzeumot 1965. december 30-án nyitották meg az eredeti pompájában helyreállított palotában. A belső udvart elfoglaló moziépületet 1974-ben bontották le.[99][100][101][102][103]
- A 31. és 32. szám között indul a Bocskai tér felé a Szentegyház utca. A két szimmetrikus saroképületet a helyiek Státusházaknak nevezik. A két háromszintes eklektikus palota 1898-ban épült Alpár Ignác tervei alapján, neobarokk zárt loggiákkal.[104]
- A Wolphard–Kakas-ház (33. szám) a város legjelentősebb reneszánsz műemléke. Nevét az építtető Adrianus Wolphard plébánosról és a későbbi tulajdonos Kakas István diplomatáról kapta. A ház építtetését Adrianus Wolphard 1534 és 1541 között kezdte. Az ő korszakában épült a boltíves kapualj és az első emelet három helyisége. A ház építését örököse, Wolphard István, a város csillagászattal is foglalkozó főbirája fejezte be: meghosszabbíttatta a földszinti és emeleti vestibulumot, elkészíttette a kapualj fölötti második helyiséget, az udvari szárnyhoz pedig még két helyiséget és egy újabb lépcsőt ragasztott. Halála után özvegye Kakas Istvánhoz ment feleségül; az új tulajdonos 1590–1592 között tovább bővíttette a házat. Kakas István alakíttatta ki a zodiákus-termet, amelyet a tizenkét állatöv jelvényei díszítettek. Szintén ő helyeztette el a napórát is. Az 1890-es években az épület és a szomszédos Bogner-ház helyén felépült a jelenleg is látható négyemeletes épületet, az udvari szárny azonban megmaradt. A faragott feliratos kövek részben a Történelmi Múzeum kőtárába kerültek, részben a jelenlegi épületben beépítve láthatók. Az 1994-es átépítés során lebetonozták a zodiákus-terem boltíveit és faragásait.[105][106]
- A Pataki–Teleki-ház (34. szám) négyszintes tömbje 1950-es évek végén és az 1960-as évek elején emeletráépítéssel nyerte mai állapotát. A földszinten félköríves kagylódíszes ablakzáródások, míg az emeleten kétszintes háromszögű szemöldökpárkányok láthatók. A Deák Ferenc utcai (egykori Közép utca, ma Eroilor) emeleti balkon feletti Bem-emléktábla emlékeztet arra, hogy a hadvezér 1848 karácsonyán itt szállt meg. Az épületet 1790-ben építették, s valószínű, hogy 1806-ban módosították, ami 1898-ban is és az 1950–60-as emeletráépítéskor megismétlődött. Az arányvesztés elvette az épület műemlék jellegét.[107][108]

## Képgaléria
A felvételek a Szent Mihály-templom tornyából készültek.

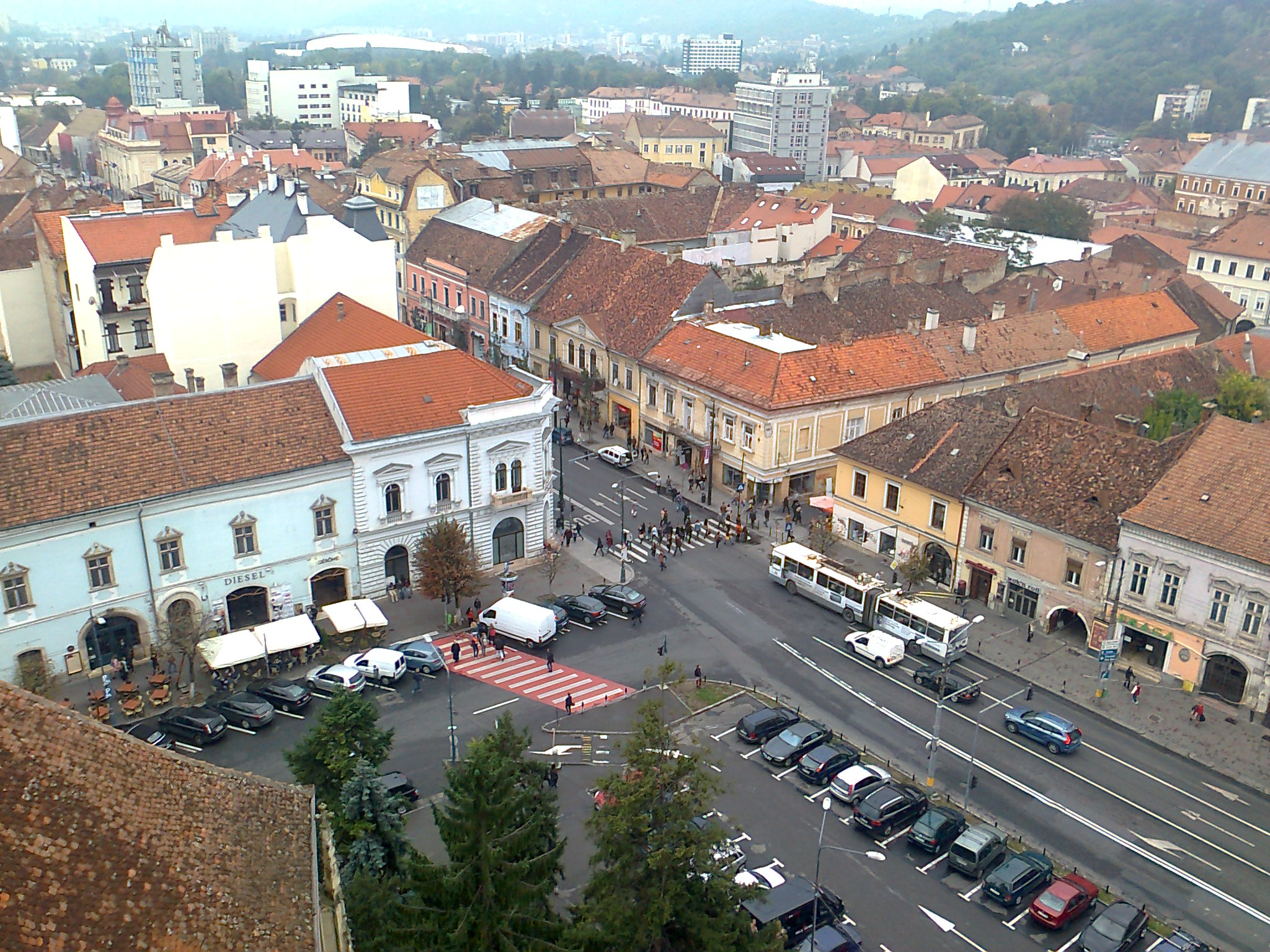
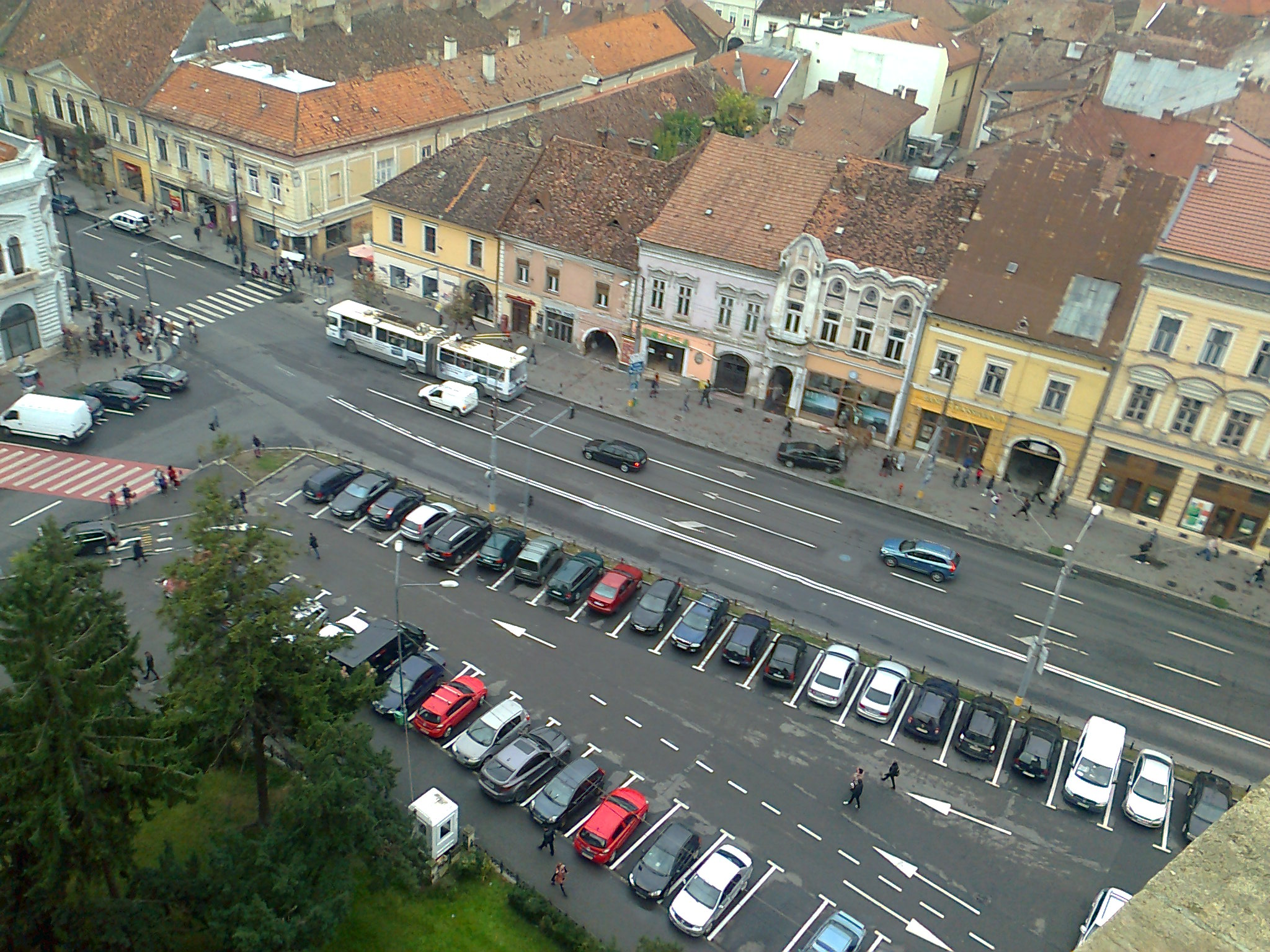
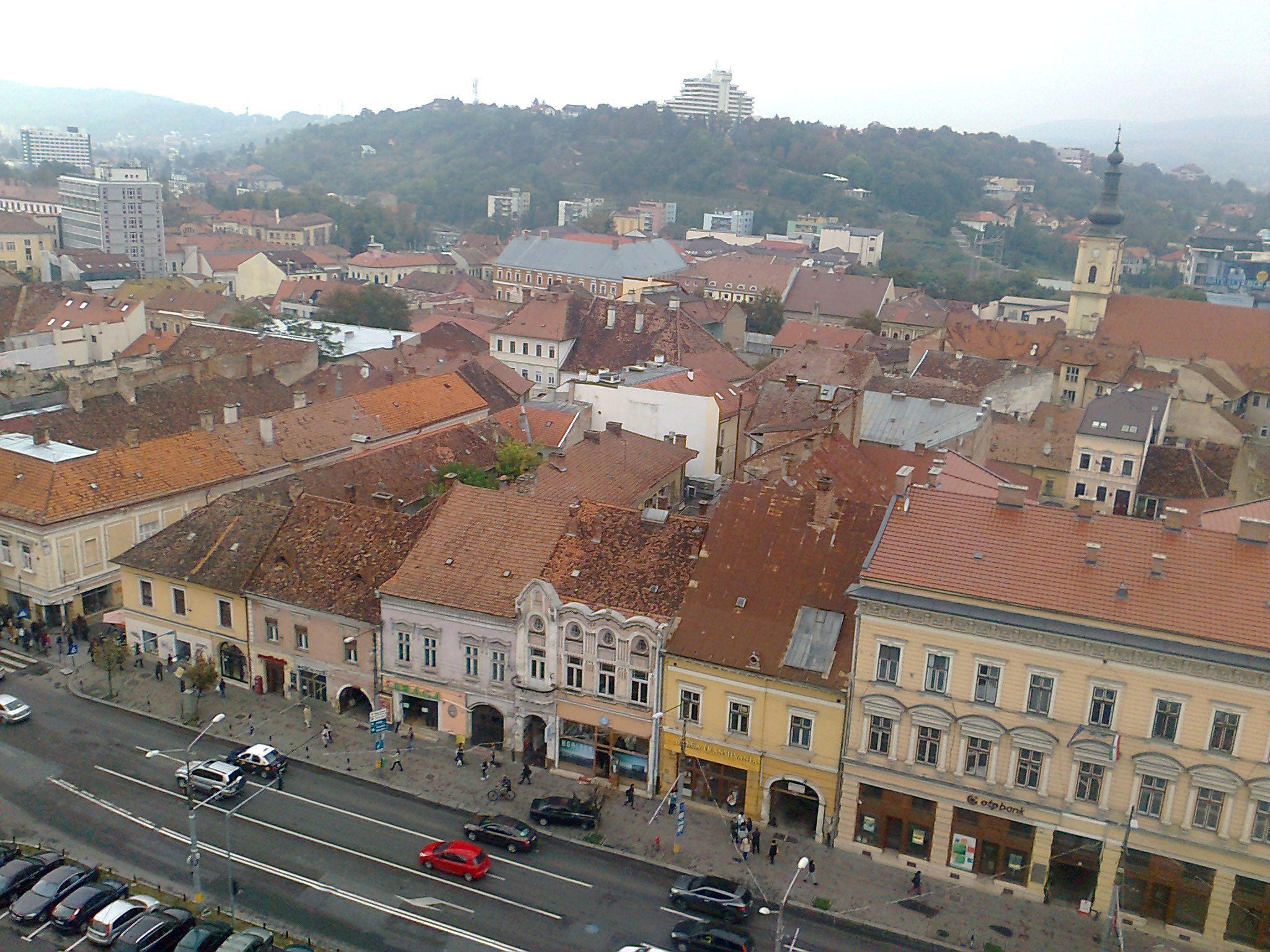
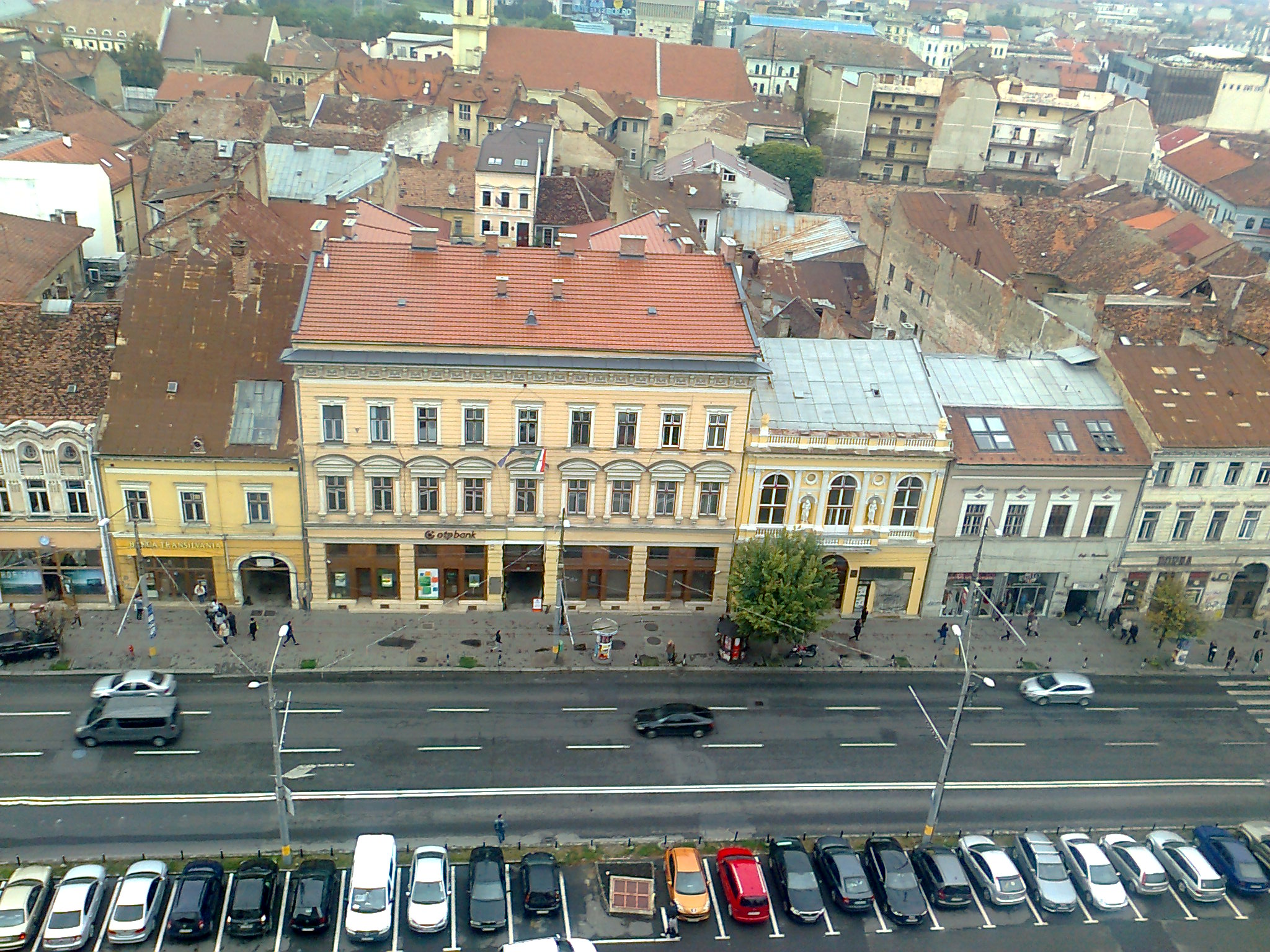
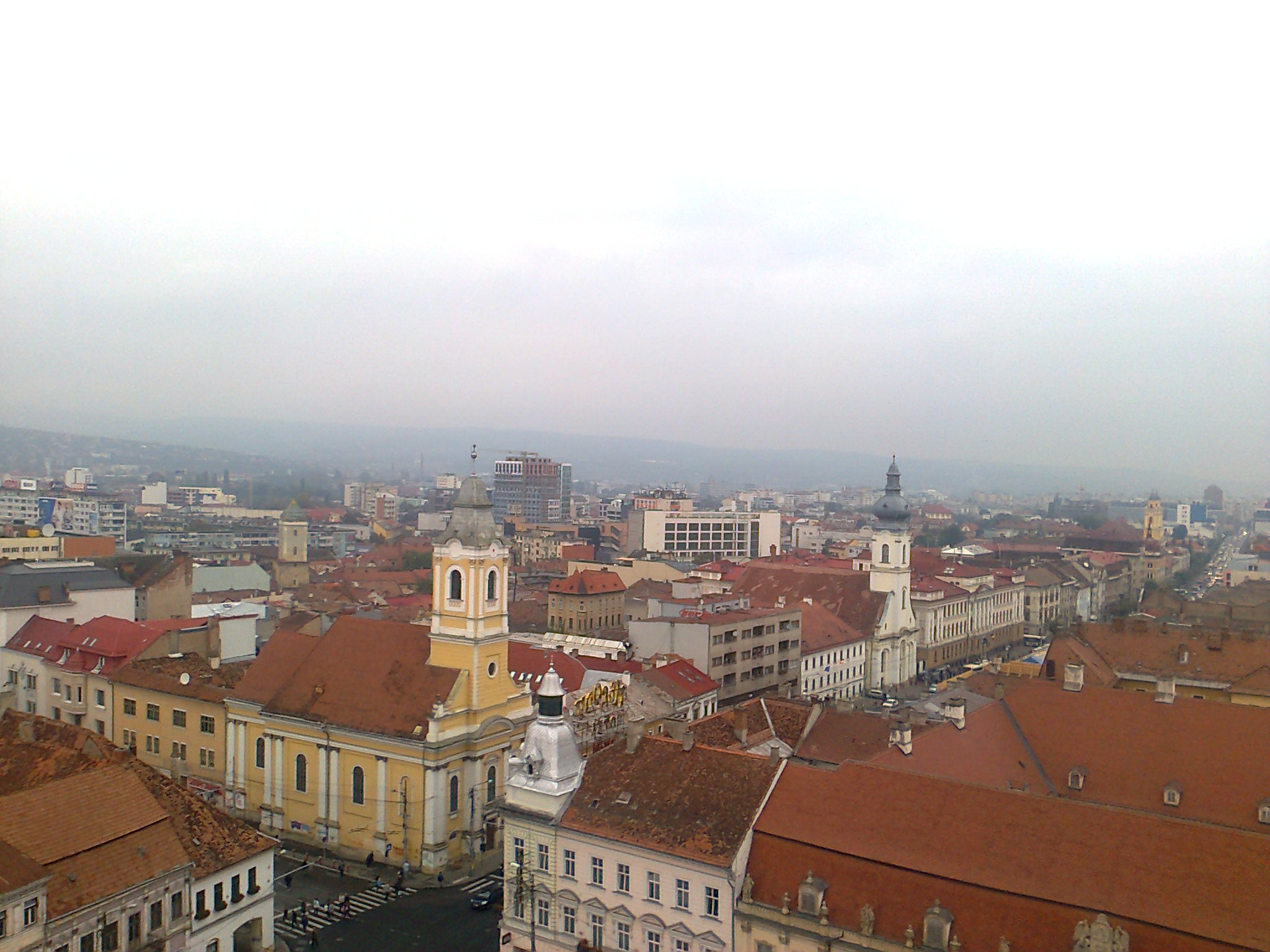
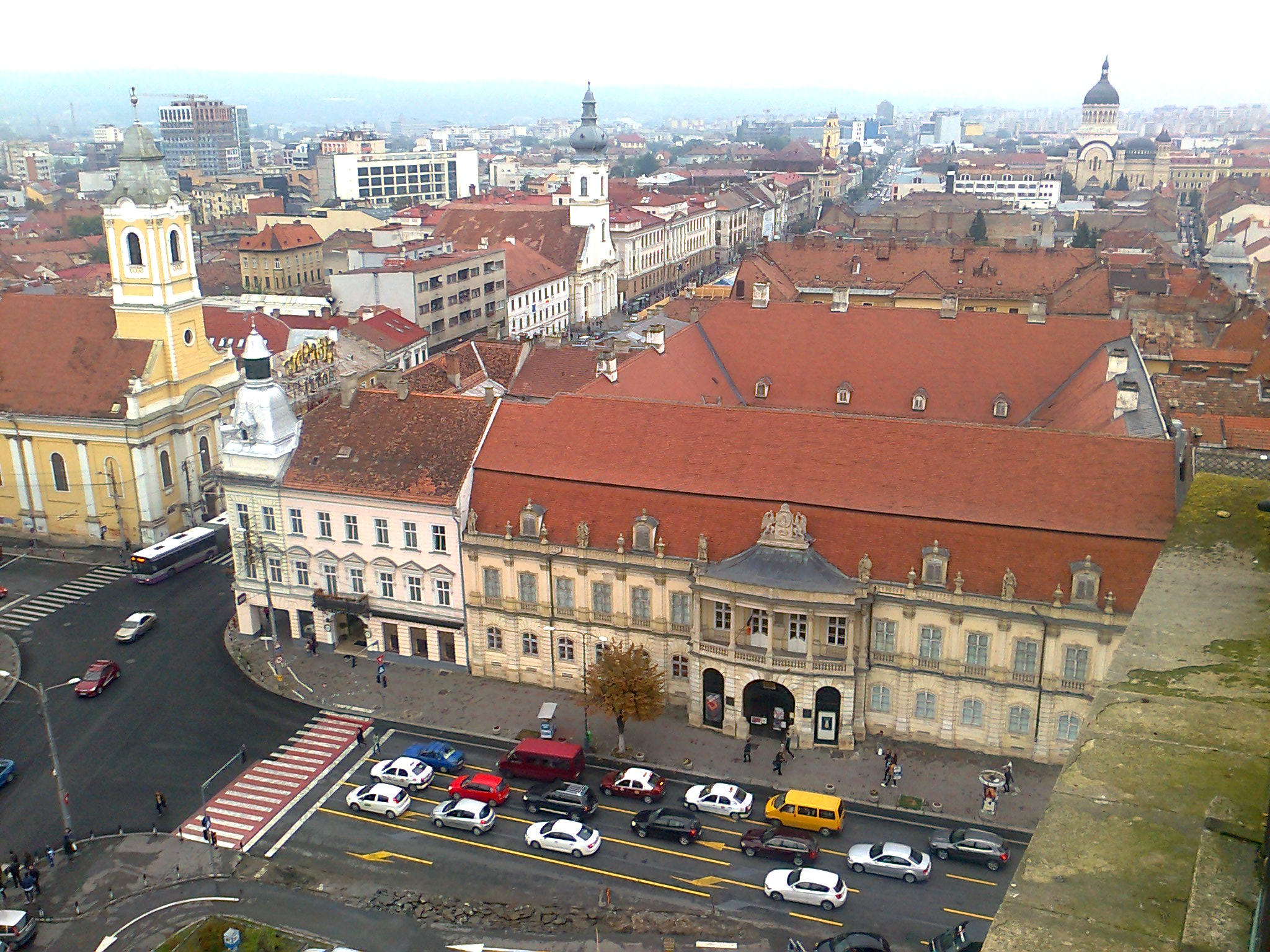
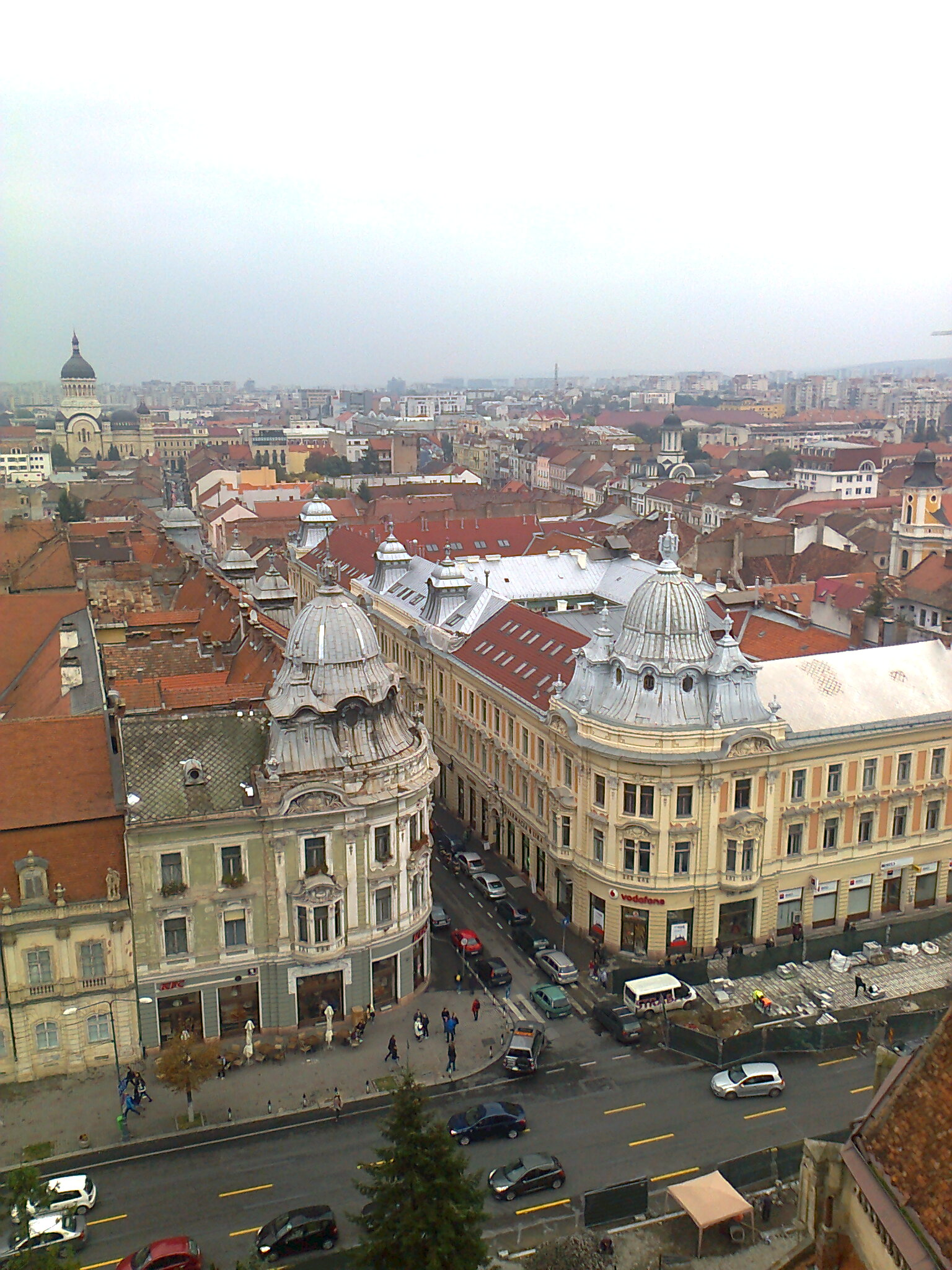